# 拉瑟福德·伯查德·海斯
拉瑟福德·伯查德·海斯（英語：Rutherford Birchard Hayes，/ˈrʌðərfərd/；1822年10月4日—1893年1月17日）是美国律师兼政治家，1877至1881年任第19任美国总统，此前还曾任俄亥俄州州长和联邦众议员。南北战争前海斯坚决主张废除奴隶制，在法院为逃奴辩护，战争爆发后加入联邦军。历史学家认为南方战后重建在他任内正式结束，是美国历史的转折点。为安抚南方民主党人，海斯终止联邦政府实现南方种族平等的一切举措。
海斯是俄亥俄州律师，1858至1861年任辛辛那提事務律師。南北战争爆发之际他放弃刚起步的从政生涯加入联邦军，战争期间五度负伤，并以1862年南山之役伤势最重，赢得作战勇敢美名并晋升加衔少将。战后他1865至1867年任共和党国会议员，离开首都后竞选俄亥俄州州长并连任，从1868年任职到1872年。1876年他第三次当选州长，任职一年就于1877年入主白宫。
1876年美國總統選舉极具争议，海斯的普选票数不及民主党候选人塞缪尔·蒂尔顿，但选举委员会将20张存在争议的选举人票全部判给海斯，确保他以微弱优势当选，史称1877年妥协案。选举委员会的决策隐含幕后交易，民主党人默许共和党候选人当选的主要条件便是新总统撤回联邦政府对前邦联各州战后重建的直接支持。
海斯担任总统期间主张精英政治政府和不分财富、社会地位、种族的平等待遇。面对1877年铁路大罢工他出动军队，对后世评价影响极大，至今仍是工人与反罢工势力间导致人员伤亡最惨重的冲突。海斯总统实施温和的公务员制度改革，为19世纪80至90年代进一步改革奠定基础。他否决旨在推动金银复本位、促进通货膨胀的《布兰德－艾利森法》，认为维持金本位对经济复苏至关重要。海斯尝试同化西部印第安人，与1887年《道斯法》异曲同工。
海斯信守承诺不竞选连任，御任后返回俄亥俄州故居，倡导社会和教育改革。传记作家阿里·胡根邦指出，海斯最大成就是恢复公众对总统的信心，扭转1865年林肯总统遇刺后行政权力恶化的趋势。支持者称赞他致力公务员制度改革，批评者谴责他与昔日叛乱州份眉来眼去，为总统宝座放弃非裔美国人的投票权等公民权利。史学家与学者为历任总统排名之际，海斯大多位居中等偏下。

## 家族与早年经历

### 童年与家族史

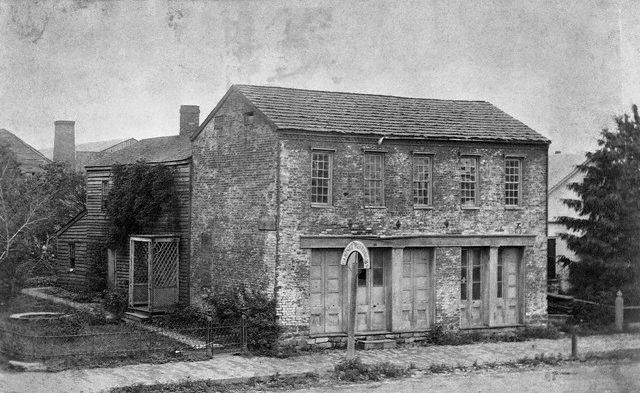
俄亥俄州特拉华的海斯童年故居

拉瑟福德·伯查德·海斯1822年10月4日生于俄亥俄州特拉华，父亲拉瑟福德·海斯本在佛蒙特州开店，1817年带家人迁居俄亥俄州，在小海斯出生十周前去世。母亲索菲亚·伯查德担起养家糊口的重担且一直没有再婚，四个孩子只有海斯和妹妹芬妮活到成年。索菲亚的弟弟萨迪斯在海斯家中住过一段时间，与小海斯关系密切、情同父子，教童年海斯读书写字。
海斯双亲都是新英格蘭殖民者后裔，最早于1625年从蘇格蘭移民今康乃狄克州地界。海斯的太公以西结是美國獨立戰爭民兵上尉，儿子也叫拉瑟福德，战争期间从布兰福德搬到比较和平的佛蒙特州，索菲亚的先辈也在这段时间移民佛蒙特州。海斯的日记写道：“我一直自认苏格兰人，但父亲家族移民美国时大概30个是英格兰人，”只有父亲和爷爷是苏格兰后裔。母亲的家族大概三分之一是苏格兰裔，剩下“三分之二几乎什么民族都有”。。大部分不住俄亥俄州的近亲没有搬家，远房叔叔约翰·诺伊斯曾在佛蒙特州与海斯之父合伙经商，后当选国会议员。海斯的堂表亲包括奥奈达社区创始人约翰·汉弗莱·诺伊斯、雕塑家拉金·戈德史密斯·米德、建筑师威廉·卢瑟福·米德之母玛丽·简·米德。

### 教育、法律事业早期
海斯在俄亥俄州特拉华公立学校就读，1836年进入循道宗在诺沃克创办的诺沃克神学院后成绩优异，第二年转入康涅狄格州米德尔敦韦伯预科学校深造拉丁语和古希臘語，1838年回到俄亥俄州，在甘比尔就读凯尼恩学院。他成绩出众，在学校过得很开心，加入许多学生社团并对辉格党政治产生浓厚兴趣。斯坦利·马修斯、约翰·塞利弗戈斯·扎乔斯都是他的同学。1842年海斯入选美国大学优等生荣誉学会并以最高荣誉毕业，作为畢業生代表上台演说。
海斯短暂在哥伦布拜师学法，1843年东迁就读哈佛法学院。毕业并取得法学士学位后，他1845年通过俄亥俄州律师执业准入，在下桑达斯基（今弗里蒙特）开办律师事务所。生意起初进展缓慢，但吸引的客户逐渐增多，他还为舅舅萨迪斯打房产官司。1847年海斯患病，大夫认为是肺结核。他觉得前往天气更好的地方有助康复，打算参军投身美墨戰爭，在大夫建议下改为前往新英格兰探亲。接下来他和萨迪斯千里迢迢赶赴德克萨斯州，海斯在此探视凯尼恩学院老同学兼远亲盖伊·布莱恩。回到下桑达斯基后生意仍无起色，海斯决定迁居辛辛那提。

### 辛辛那提律师、婚姻

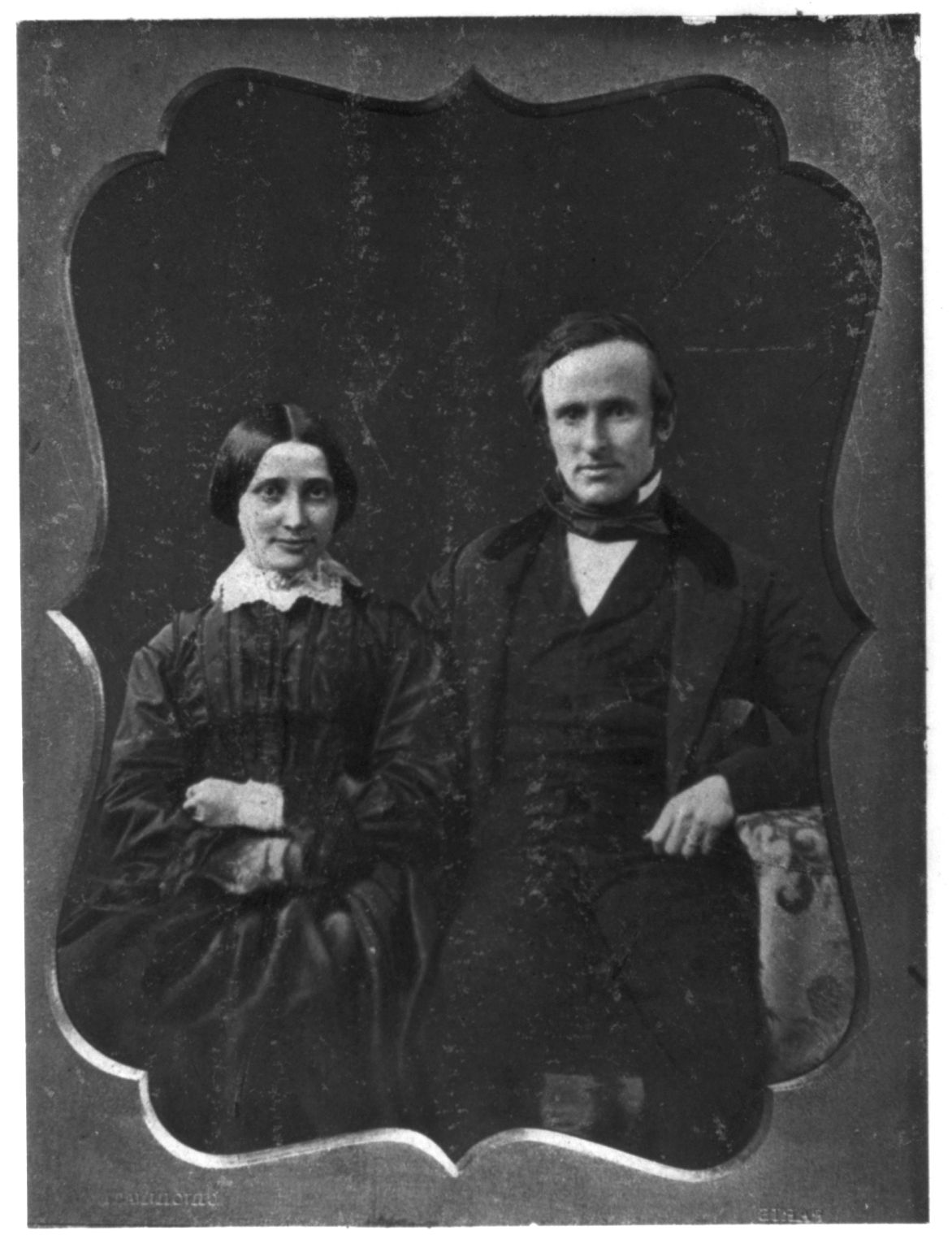
拉瑟福德与露西成婚合影

1850年移居辛辛那提后，海斯与奇利科西律师约翰·赫伦合伙开办律师事务所。赫伦后加入更大牌的律师事务所，海斯又与威廉·罗杰斯、理查德·科尔温合伙。在辛辛那提当律师无疑生意更好，海斯很喜欢当地社交活动，加入辛辛那提文学协会和[[秘密共济会会员独立会|秘密共济会俱乐部，出席当地圣公会活动但没正式入会。
海斯在辛辛那提追求露西·韦伯，母亲早在好几年前就鼓励他与露西交往，但海斯当时觉得她还太小，把眼光投向别的女人。1851年海斯与露西订婚，1852年12月30日在女方母亲家成婚。露西此后五年生下三子：长子伯查德·奥斯汀1853年诞生，次子韦伯·库克1856年出世，三子拉瑟福德·普拉特1858年出生。露西信奉循道宗，主张绝对禁酒并废除奴隶制，后两方面对丈夫影响很大，只不过海斯没有正式加入循道宗。
海斯起初主要经手商法业务，但在辛辛那提以刑事辩护打响名气，为好几个谋杀嫌犯辩护。他靠精神障碍辩护挽救当事人免于绞刑，被告后送入精神病院。他还为被控违反《1850年逃奴法》的奴隶辩护。辛辛那提与蓄奴州肯塔基州仅以俄亥俄河相隔，是奴隶逃亡的重要目标，许多类似案件在当地法院审理。海斯坚决主张废除奴隶制，帮逃奴打官司对他来说既能带来心灵上的满足，又对政治前景有利，为他引起新成立的共和党关注。
海斯的事业成就与政治声望齐头并进，但1856年谢绝共和党法官提名。两年后法官位置再度出缺，海斯正考虑是否接受共和党提名之际辛辛那提事務律師也需补上空缺。市议会推举海斯继任事务律师，选民1859年让他连任，任期两年，选票优势幅度超出其他共和党候选人。

## 内战

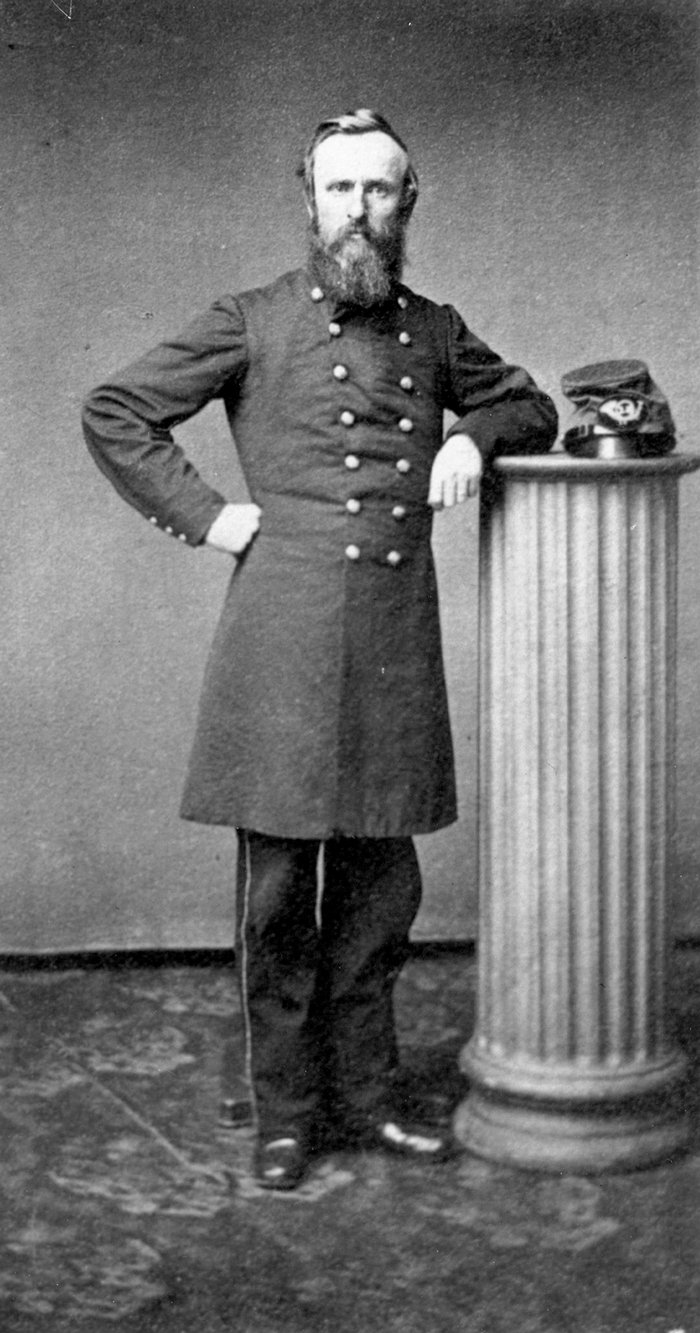
1861年南北战争爆发后身穿制服的海斯

### 弗吉尼亚西部、南山之役
南方蓄奴州在亚伯拉罕·林肯赢得1860年大选后很快开始脱离联邦，海斯对以内战恢复联邦不大热心，觉得双方矛盾很可能无法调和，建议联邦“随他们便吧”。俄亥俄州1860年大选时多数支持林肯，但国家分裂后辛辛那提过半选民站到共和党对立面。该市居民许多来自南方，1861年4月选举时民主党和一无所知党在他们的支持下大获全胜，海斯的事务律师职位也未幸免。
海耶本想继续当律师，但与利奥波德·马克布雷特合伙后仅三天就爆发内战。联盟军炮轰萨姆特堡后，海斯打消疑虑加入文学社团友人所在的志愿兵连。州长威廉·丹尼森任命志愿兵连军官进入俄亥俄州第23志愿步兵团。海斯晋升少校、大学同学兼友人斯坦利·马修斯当上中校。未来总统威廉·麦金莱是该团二等兵。
经过一个月训练，海斯所在第23团1861年7月随卡诺瓦师奔赴弗吉尼亚州西部。部队同年九月首度遇敌，在今西維吉尼亞州卡尼菲克斯渡口遭遇并击退联盟军。海斯11月晋升中校（马修斯已晋升上校并任另一团团长），带队深入弗吉尼亚西部过冬。卡诺瓦师开春后继续行军，海斯多次带队突袭，膝盖负轻伤。1862年9月，第23团受命东进支援约翰·波普将军率领的維吉尼亞軍團，投身第二次馬納沙斯之役。海斯所部赶到时战斗已经结束，随后与波多马克军团急行军北上切断羅伯特·E·李率北維吉尼亞軍團进军马里兰州之路。
第23团北上途中一马当先，9月14日与敌军在南山之役交手。海斯带队向联盟军强劲据点冲锋，左臂中弹并骨折。他让手下帮忙用手绢扎住伤口止血，随后继续带兵作战。休息时他命令部下应对侧翼袭击，但部队全部后撤，海斯躺在两军战线之间。部下后来把他带到战线后方并送往医院，第23团继续前往安提塔姆，海斯无法参加接下来的战斗。十月晋升上校后，他获加衔准将统领卡诺瓦师第一旅。

### 谢南多厄河谷战役

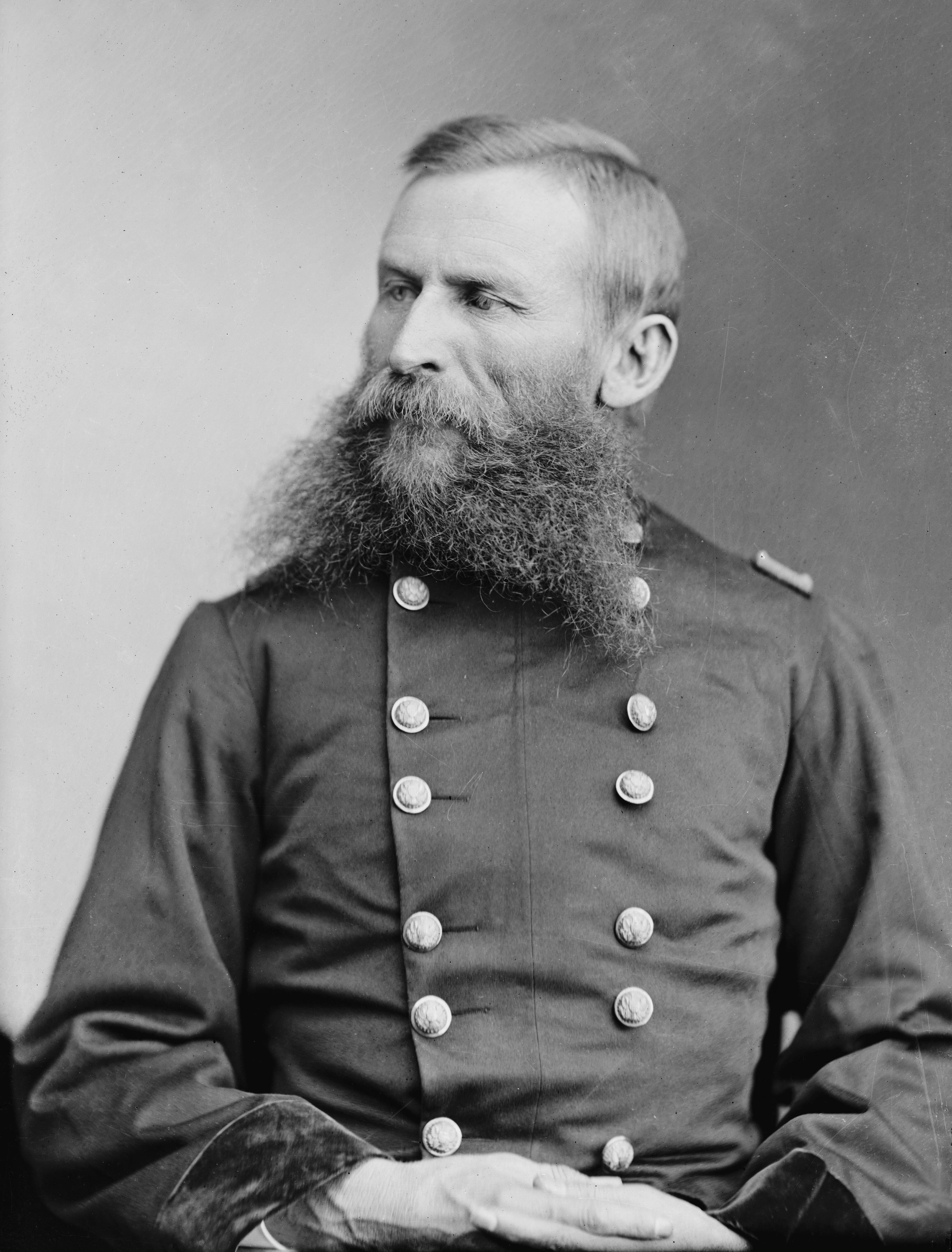
乔治·克鲁克是谢南多厄河谷战役期间海斯的指挥官，海斯第四子以他命名

卡诺瓦师与敌军脱离接触，在弗吉尼亚州查尔斯顿（今西弗吉尼亚州）过冬。海斯近一年基本没参与实战，直到1863年7月才随卡诺瓦师在布芬顿岛之战与约翰·亨特·摩根所部骑兵交手。他夏季在查尔斯顿休息，秋季四处鼓励俄亥俄州第23团志愿军官兵重返军队，成效显著。1864年，西弗吉尼亚境内联邦军重建，卡诺瓦师划入乔治·克鲁克所部西弗吉尼亚军团。部队进入弗吉尼亚州西南部，摧毁邦联势力占据的盐矿和铅矿。5月9日，克鲁克所部与联盟军在克洛伊德山之战交手，海斯带队冲进敌方战壕，把对手逼离战场。联邦军经此役摧毁邦联补给并再度取胜。
海斯带第一旅进入雪倫多亞河谷参加1864年谢南多厄河谷战役。克鲁克所部隶属大卫·亨特少将统领的谢南多厄联邦军团，很快就与联盟军交战并在6月11日拿下弗吉尼亚州列克星敦。亨特所部继续南下逼近林奇堡，途中摧毁铁轨，但亨特认为林奇堡驻守的敌军势大，海斯率第一旅返回弗吉尼亚西部。海斯觉得亨特进攻不够果断，在家书称“要是克鲁克将军肯定拿下林奇堡”。联盟军将领具伯·爾利突袭马里兰州迫使谢南多厄军团向北退却，还在7月24日奇袭亨特打响第二次克恩斯顿之战，海斯肩膀中弹负轻伤，身下的马也中弹，联邦军此役失利。军团撤回马里兰州后重组，菲利普·谢里登少将取代亨特。尔利八月已撤向谢南多厄河谷，谢里登在后追击。海斯所部在贝利维尔之战击退敌军进攻，还在第三次温彻斯特之战突破联盟军防线并在尔利所部南逃时继续追击。9月22日谢里登所部赢得费舍尔山之战，10月19日又在锡达溪之战取胜。海斯在锡达溪之战落马时扭伤脚踝，头部被飞散的圆形弹击中，所幸没有重伤。他的带兵能力和勇敢表现赢得上级认可，尤利西斯·格兰特写道：“他在战场上表现非常英勇，已经不能单用个人勇猛概括”。
锡达溪之战标志着谢南多厄河谷战役结束，海斯1864年10月晋升准将并加衔少将，他大概就在这几天得知第四个儿子出生，取名“乔治·克鲁克·海斯”。谢里登所部过冬后，李将军在1865年春向格兰特投降，战争很快结束。海斯同年五月前往华盛顿哥伦比亚特区并观看联邦军大阅兵，随后与第23团返回俄亥俄州退役。

## 战后从政

### 联邦众议员

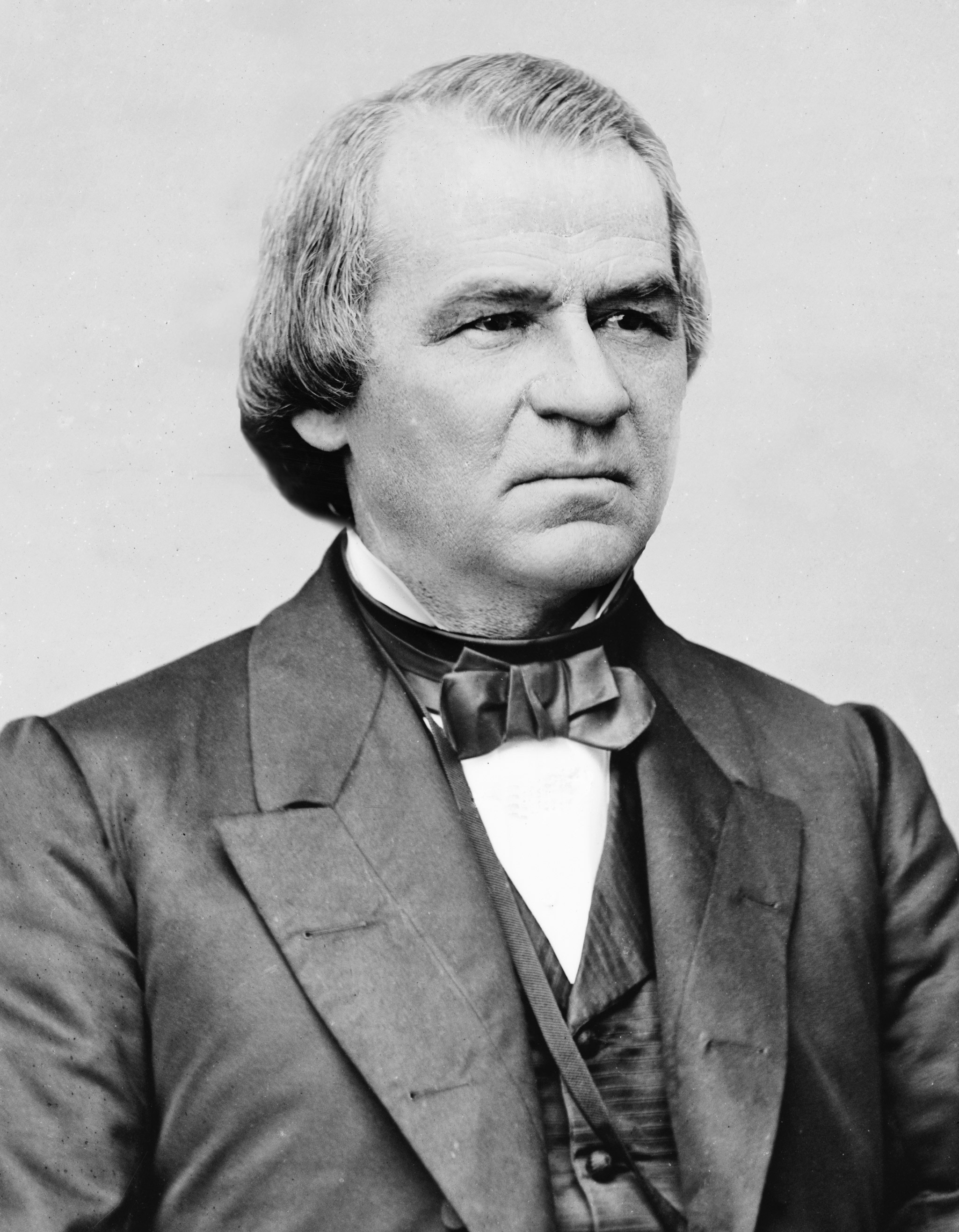
安德鲁·约翰逊总统与共和党人为南方重建争斗不休

1864年，共和党人提名还在谢南多厄联邦军团服役的海斯竞选俄亥俄州第二国会选区联邦众议员。辛辛那提友人建议他退伍竞选，海斯以“有能力的军官要是在如此危机下为竞选国会官职抛弃职责，那就应该把他剥皮”为由回绝。他反复致信选民解释，结果以2400票优势战胜在任民主党议员亚历山大·朗。
1865年12月第39届国会开幕，海斯等共和党议员占绝对多数。他自认属共和党温和派，但为党派团结考虑愿把票投给激进派共和党。联邦宪法第十四条修正案是本届国会重要立法项目，海斯投下支持票，1866年6月两院通过。海斯对南方重建的立场与其他共和党人一致：南方各州回归联邦前应给予自由民和其他黑人充分保护。但林肯总统遇刺后上台的安德鲁·约翰逊认为应该尽快接纳脱离联邦的州，不考虑各州是否通过法律保护新解放奴隶的公民权利，他还赦免许多前邦联领导人。海斯与其他共和党议员无法苟同新总统行径，携手通过《1866年民权法》，阻止约翰逊按自有设想主导重建。
海斯1866年连任后投票支持《1867年任期法》，防止约翰逊随心所欲地免职官员，必须经过参议员批准。他和许多有志改革的共和党议员推动联邦公务员改革法案，但最后没有通过。海斯在第40届国会继续与共和党多数议员投票支持重建法，1867年7月辞职竞选俄亥俄州州长。

### 俄亥俄州州长
海斯担任联邦众议员时颇得选民青睐，内战将领光环更为覆历增色不少，俄亥俄州共和党人认为他是1867年州长选举的理想人选。他的政治立场比共和党党纲温和，但认可以州宪法修正案确保黑人男子选举权。海斯的对手艾伦·瑟曼反对赋予黑人选举权，令修正案成为竞选核心议题。两人积极竞选，在全州各地演说，内容大多围绕黑人选举权展开。选举结果令共和党人颇感失望，修正案未能通过且民主党占据州议会多数席位。海斯满以为不敌瑟曼，但最终结果全州共计48万4603票，他以仅2983票优势胜出。
俄亥俄州州长连否决权都没有，海斯身为共和党州长，面对民主党主导的州议会注定难有作为。他推动创办聋哑学校和女子改造学校，表态支持弹劾安德鲁·约翰逊总统并敦促联邦参议院定罪，但最终以一票之差落空。1869年海斯竞选连任，鼓吹黑人平权并将民主党对手乔治·彭德尔顿与分裂国家、认同邦联联系起来。海斯此次胜选的优势比两年前更大，共和党还拿下州议会，确保俄亥俄州批准联邦宪法第十五条修正案，在联邦层面保障黑人男子选举权。州议会落入共和党掌控，海斯的新任期得心应手。成年男子选举权得以扩张，俄亥俄州创办农业与机械学院，后更名俄亥俄州立大学。他还提议减税并改革州监狱体制。海斯决定不再竞选连任，计划1872年淡出政坛。

### 平民生活、回归政坛

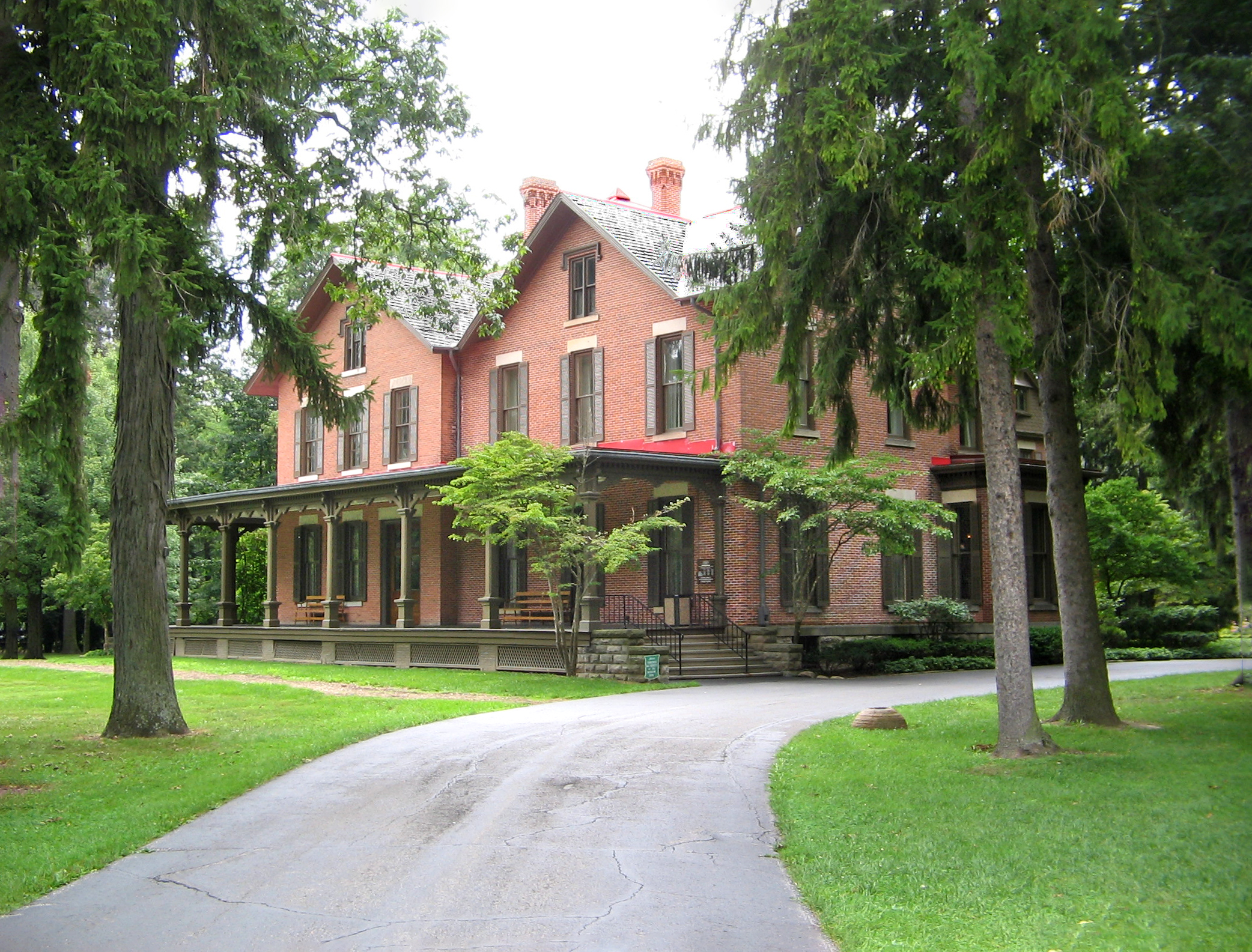
俄亥俄州弗里蒙特的海斯故居斯皮格尔格罗夫

许多改革派共和党议员敦促即将离任的海斯竞选联邦参议员，主要竞争对手是在任共和党参议员约翰·舍曼。海斯不想影响党派团结，决定回归平民生活，特别期待陪伴过去五年出生的女儿芬妮和儿子斯科特。他一度推动把铁路延伸到故居小城弗里蒙特，管理此前在明尼苏达州杜魯斯购买的不动产。他无意彻底退出政坛，期望进入内阁，但盼来的任命只是驻辛辛那提联邦财政助理主任，失望的海斯没有接受。1872年他接受联邦众议员提名，最后不敌凯尼恩学院校友亨利·班宁，但还不至对结果失望。
露西1873年生下第五个孩子曼宁·福尔斯·海斯，同年爆发的1873年恐慌重创美国经济，海斯也不能独善其身。舅舅萨迪斯也在这年去世，海斯一家迁入萨迪斯生前为大家建造的豪宅斯皮格尔格罗夫。海斯宣布捐赠舅舅留下的五万美元遗产，在弗里蒙特新建公共图书馆。伯查德图书馆1874年在弗里蒙特前街揭幕，1878年图书馆新大楼在斯蒂芬森堡州立公园落成并向公众开放，州立公园也是根据萨迪斯遗赠条款建成。海斯担任图书馆董事会主席直到去世。
海斯本想还清1873年恐慌期间所欠债务再考虑是否回归政坛，但俄亥俄州共和党大会1875年提名竞选州长之际他又舍不得拒绝。他与民主党对手威廉·艾伦主要围绕禁止政府直接援助宗教背景教育机构的布莱恩修正案展开辩论，新教徒对修正案充满忧虑。海斯不赞成政府资助宗教办学，他个人是否抱持反天主教立场尚无定论，但的确利用反天主教情绪为竞选造势。竞选颇具成效，海斯以5544票优势于1875年10月12日当选，是史上首位三任俄亥俄州州长的政治家，在任上削减州债务、重建慈善理事会、废除准许向学校和监狱指派天主教神父的盖恩法案。

## 1876年大选

### 共和党提名、竞选

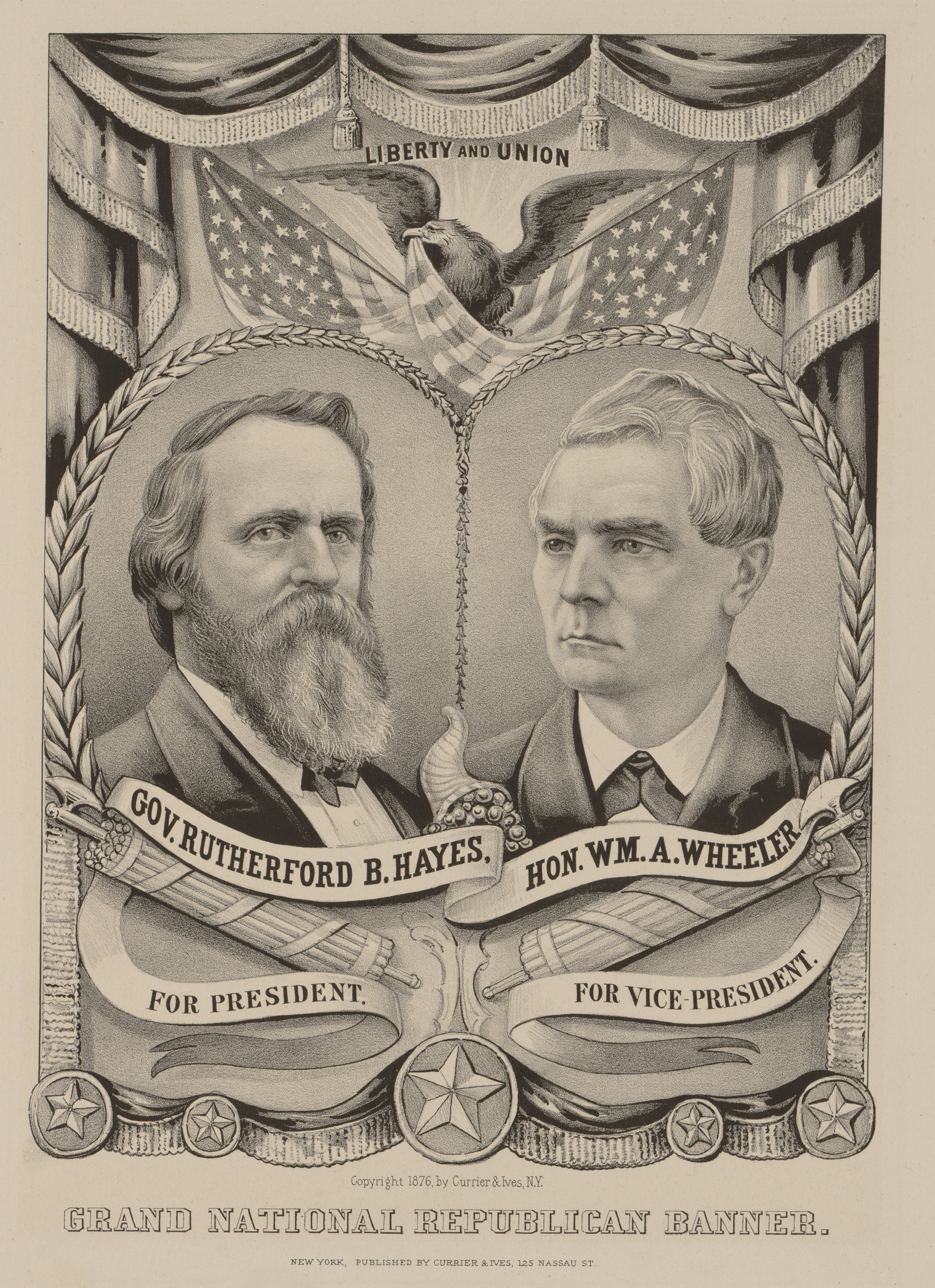
海斯－惠勒竞选海报

海斯在俄亥俄州政坛风生水起，马上成为1876年大选争夺共和党总统候选人提名的热门人选。俄亥俄州代表团在1876年共和党全国大会团结一致支持海斯，联邦参议员约翰·舍曼竭尽全力确保大会提名海斯。1876年6月大会召开，缅因州的詹姆斯·G·布莱恩在代表投票领跑，但还没达到胜出所需多数。数轮投票未果后，大会代表开始考虑其他人选，海斯在第七轮胜出。大会推举纽约州联邦众议员威廉·A·惠勒为副总统候选人，海斯对他一无所知，不久前还问：“实在不好意思……但惠勒是谁？”
民主党总统候选人、纽约州州长塞缪尔·蒂尔顿实力强劲，与海斯一样以诚信著称，两人都支持金本位和公务员制度改革。海斯与蒂尔顿遵循当时政府高官人选不直接竞选的政治传统留在故乡。经济不景气一向对执政党不利，海斯担心选举失利。两党候选人重点争夺纽约州、印第安纳州这类摇摆州，南方州份政治暴力层出不穷、自由民投票普遍受压制，但路易斯安那州、南卡罗来纳州、佛罗里达州勉强还由重建共和党政府控制，也是双方选战焦点。共和党人强调南方民主党人挑起内战，千万将士尸骨未寒，把国家政权拱手民主党太过危险；还称南方黑人刚刚赢得公民权，民主党上台将严重威胁上述成果。民主党人鼓吹蒂尔登崇尚改革，呼吁选民不要忘记格兰特总统执掌白宫以来的重重丑闻。
选举日统计数据逐渐出炉，结果显然非常胶着：民主党拿下南方绝大部分州和纽约州、印第安纳州、康乃狄克州、新泽西州。东北部移民数量越来越多，与后代一起把票投给民主党。蒂尔登在全国范围的普选票占优，选举人票已有184张，距胜选所需185张仅一步之遥。共和党领导人质疑结果，指控民主党在佛罗里达、路易斯安那、南卡罗来纳等州弄虚作假、阻止黑人选民投票（内战解放的黑奴通常支持共和党）。如果所有争议州份选举人票都归共和党，海斯就能反败为胜。

### 选举人票之争
选举日过去三天后，11月11日的统计结果表明蒂尔顿已有184张选举人票，海斯166张，存在争议的佛罗里达州、路易斯安那州、南卡罗来纳州共19票。两党均自称拿下上述三州，指控对方选举舞弊。共和党胜出的俄勒冈州共三名选举人，但却有一人因故取消资格，导致海斯的选举人票降至165，争议票升至20，局面更形复杂。海斯必须拿下全部争议票才能当选。

1876年大选结果，红色代表海斯获胜，蓝色蒂尔顿占优，数字为该州选举人票数

美国宪法没有规定选举人票出现上述争议时由何人或哪个组织拍板，联邦众议院此时民主党占优，参议院由共和党控制，双方争执不下。1877年1月问题仍未解决，国会与格兰特总统同意组建选举委员会裁决。委员会共由15人组成，参众两院和最高法院各五人。为确保党派平衡选择民主、共和党各七人，再加两党都愿意接受的无党派大法官大卫·戴维斯。控制伊利诺伊州议会的民主党人推举戴维斯任联邦参议员，企图影响他的立场，结果后者以当选参议员为由谢绝进入选举委员会，民主党大失所望。最高法院其他大法官都是共和党人，相对而言思想最独立的约瑟夫·布拉德利获选取代戴维斯。委员会二月表决，八名共和党人投票主张20张选举人票全归海斯，民主党人无法接受如此结果，企图靠冗長辯論阻止国会正式接受委员会裁定。最后发表冗长辩论的议员放弃，众议院3月2日凌晨表决不接受反对意见。国会两院马上召开联席会议清点选举人票。3月2日清晨4点10分，参议院临时议长托马斯·费里宣布海斯与惠勒以185票分别当选美国总统和副总统。
争议解决背后，实际上是新总统就职日期迫在眉睫之际两党国会领袖在首都沃姆利酒店达成的不光彩交易。共和党承诺让步换取民主党默许选举委员会裁决，其中又以海斯承诺上台后撤出驻扎南方的联邦军队，共和党承认南方各州推举的民主党政府最为重要。民主党人同意，冗长辩论才在3月2日中止。海斯入主白宫后立即“放弃重建、放弃黑人”，刚刚获得自由的黑奴只能听任白人民主党摆布。4月3日，海斯命令战争部长乔治·麦克拉里把驻守南卡羅來納州議會大廈的联邦军队撤回军营；20日又命令麦克拉里把驻新奥尔良圣路易斯酒店的联邦军队调到杰克逊兵营。历史学家指出，南方黑人沦为1877年妥协的牺牲品，导致联邦宪法第十四和十五条修正案的落实“延迟几个世代”。

## 美国总统（1877至1881年）

### 就职

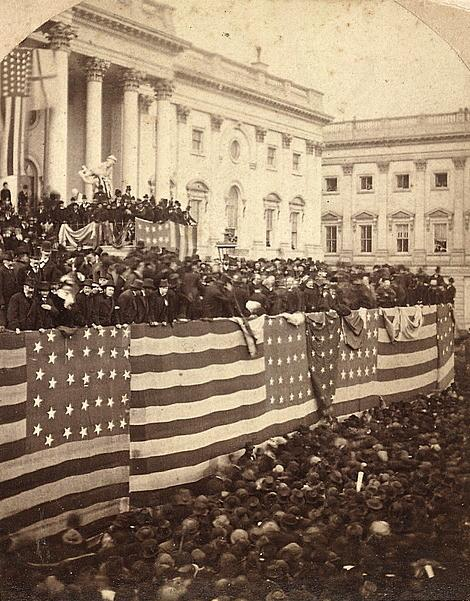
首席大法官莫里森·韦特主持海斯宣誓就职仪式

1877年3月4日是星期日，海斯3月3日私下在白宮红厅宣誓就职，是首位在官邸宣誓就职的美国总统。3月5日他在美國國會大廈东门廊公开宣誓就职。海斯的就职演说意图缓和过去几个月的激烈情绪，称“党派服务国家，个人服务党派”。他承诺支持南方“明智、诚信、和平的地方自治”，改革公务员制度，全面回归金本位。许多民主党人对演说表达的和解立场毫不领情，一直认为他靠非法手段上台，四年间讽刺他“拉瑟欺诈”、“欺诈阁下”。

### 南方政策、结束重建
海斯从政以来一直坚定支持共和党重建政策，但入主白宫后的第一项重大举措却是结束重建、放任南方回归“自治”。结合政治现实考虑，哪怕没有沃姆利酒店的不光彩交易，海斯也很难继续前几任总统推行的政策。第45国会开幕之际，民主党已占据众议院多数席位，他们拒绝为军队继续驻守南方提供足够拨款。面对南方无休止的反叛与暴力，共和党人对军事重建的热忱逐渐消退。海斯上台时，只有两个州还在重建势力掌控，没有军队保障投票权法执行后也马上落入民主党之手。
海斯后来也曾尝试保护南方黑人权利，但与重建南方共和党势力一样收效甚微。国会企图限制联邦政府监督联邦选举的权力，但在海斯阻止下没通过。民主党议员1879年通过陆军撥款法案，利用其中附文废除曾用于打击三K党的《实施法》，该组织在南方各地成立分会并蓬勃发展，是袭击、镇压自由民的主要叛乱团体。《实施法》在重建时期通过，把因种族限制任何人投票权的行径定为犯罪。南、北卡罗来纳州红衫军等准军事团体利用恐吓自由民等手段压制投票。海斯决心维持保护黑人选民的法律，否决上述拨款法案。
民主党无法推翻总统否决，于是又通过新法案和上述附文。总统再度否决，双方此后还拉锯三个回合。海斯最终签署的拨款法案没有前述附文，但国会又拒绝通过法案为联邦执法官拨款，对于执行《实施法》来说，联邦执法官至关重要。选举法仍然有效，然而执法所需资金都被削减。
海斯任命南方民主党人出任联邦官员，希望调和南方社会习俗与新通过的民权法。他在日记写道：“我的任务是消除肤色界限、废除地方偏见、结束战争、带来和平。为此我准备采取不同寻常的手段，哪怕要拿自己在党和国家的地位与声誉冒险。”他的努力沦为徒劳，南方根本不接受法律上的种族平等，国会也不愿拨款执行《民权法》。

### 公务员制度改革
安德鲁·杰克逊担任总统以来，美国公务员制度就以獵官制为基础，海斯执政后决心改革。他希望所有申请公务员职位者参加考试，按成绩择优录取，不再按党派、政治立场任命。如此立场导致总统马上与自诩“中坚派”、支持猎官制的共和党派系对立。总统咨询参议员意见任命官员早已成为传统，海斯的设想导致两党参议员都站到对立面。纽约州参议员罗斯科·康克林由此成为总统头号政敌，不放过任何机会对抗海斯的改革。为表明改革决心，海斯提名广为人知的改革派卡尔·舒尔茨担任内政部长，要求后者与国务卿威廉·M·埃瓦茨（康克林在纽约的对头）带领负责为联邦公务员任命设计新规则的特别内阁委员会。财政部长约翰·舍曼下令约翰·杰伊带队调查康克林党羽充斥的纽约海关。杰伊的报告认为政治任命导致纽约海关严重超员，多余人员达两成。

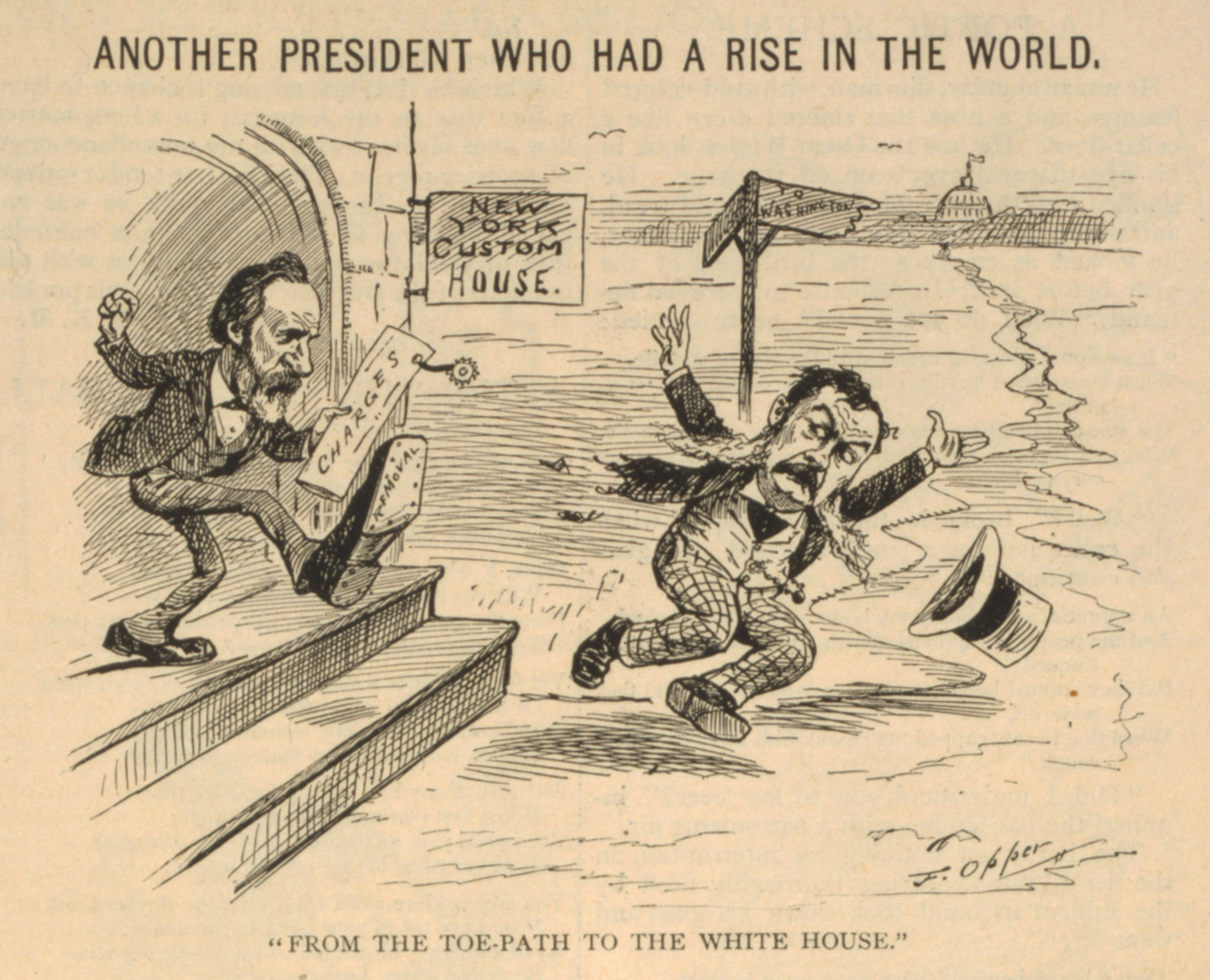
海斯把切斯特·艾伦·阿瑟踢出纽约海关大楼的漫画

无法推动国会禁止猎官制的海斯退而求其次，以行政命令禁止强迫联邦公务员为竞选捐款或参与党派政治。纽约港关税员切斯特·艾伦·阿瑟与下属阿隆佐·康奈尔、乔治·夏普均属康克林派系，拒绝服从总统命令。1877年9月总统要求三人辞职遭拒，随后提名埃瓦茨的支持者老西奧多·羅斯福、布拉德福德·普林斯、埃德温·梅里特接替阿瑟一行。康克林为首的参议院商务委员会一致否决所有人选，参议院全体以25票赞成、31票反对否决罗斯福和普林斯，仅看在夏普任期已满的份儿上确认梅里特。
海斯没有放弃，等到1878年7月再趋国会休会任命梅里特和西拉斯·伯特取代阿瑟与康奈尔。1879年2月参议院复会后康克森反对确认梅里特与伯特，但表决结果是31票赞成、25票反对批准梅里特，31票赞成、19票反对批准伯特，海斯赢得公务员制度改革领域最重大的胜利。
海斯此后继续敦促国会制定长期有效的改革法律，为美国公务员委员会提供资金，甚至1880年最后一次国情咨文还在呼吁国会改革。海斯执掌白宫期间未能推动改革立法，但他的呼声提供“重要先例，还为1883年《彭德尔顿法案》改革提供政治动力”，该法由阿瑟总统签署。主张绩效考核同时，海斯能够容忍例外，1878年国会选举期间默许共和党国会委员会书记员乔治·康登·戈勒姆向联邦官员征集竞选捐款。美国海军部长理查德·汤普森1880年接受法国工程师斐迪南·德·雷赛布2.5万美元酬劳，名义上只需支持法国在巴拿马修运河，海斯得知后马上要求汤普森辞职。
1880年，舒尔兹与伊利诺伊州联邦参议员约翰·洛根要求总统开除第二助理邮政署长托马斯·布雷迪、关闭“星道”集团，据称该集团靠邮政部合同大搞腐败，布雷迪是其中首脑。海斯不再批准新合同，不干涉已有合同执行。民主党指控总统延误调查以免影响共和党在1880年大选的胜算，但星道丑闻涉及两党众多官员，民主党没有在选战时直接提出。史学家汉斯·特雷弗斯指出，海斯几乎不认识布雷迪，与星道丑闻肯定没有关联。海斯与国会经调查均未发现确凿证据证明任何不当行径，但布雷迪等人还是在1882年被控共谋。经过两轮审讯，法院在1883年宣判被告罪名不成立。

### 铁路大罢工

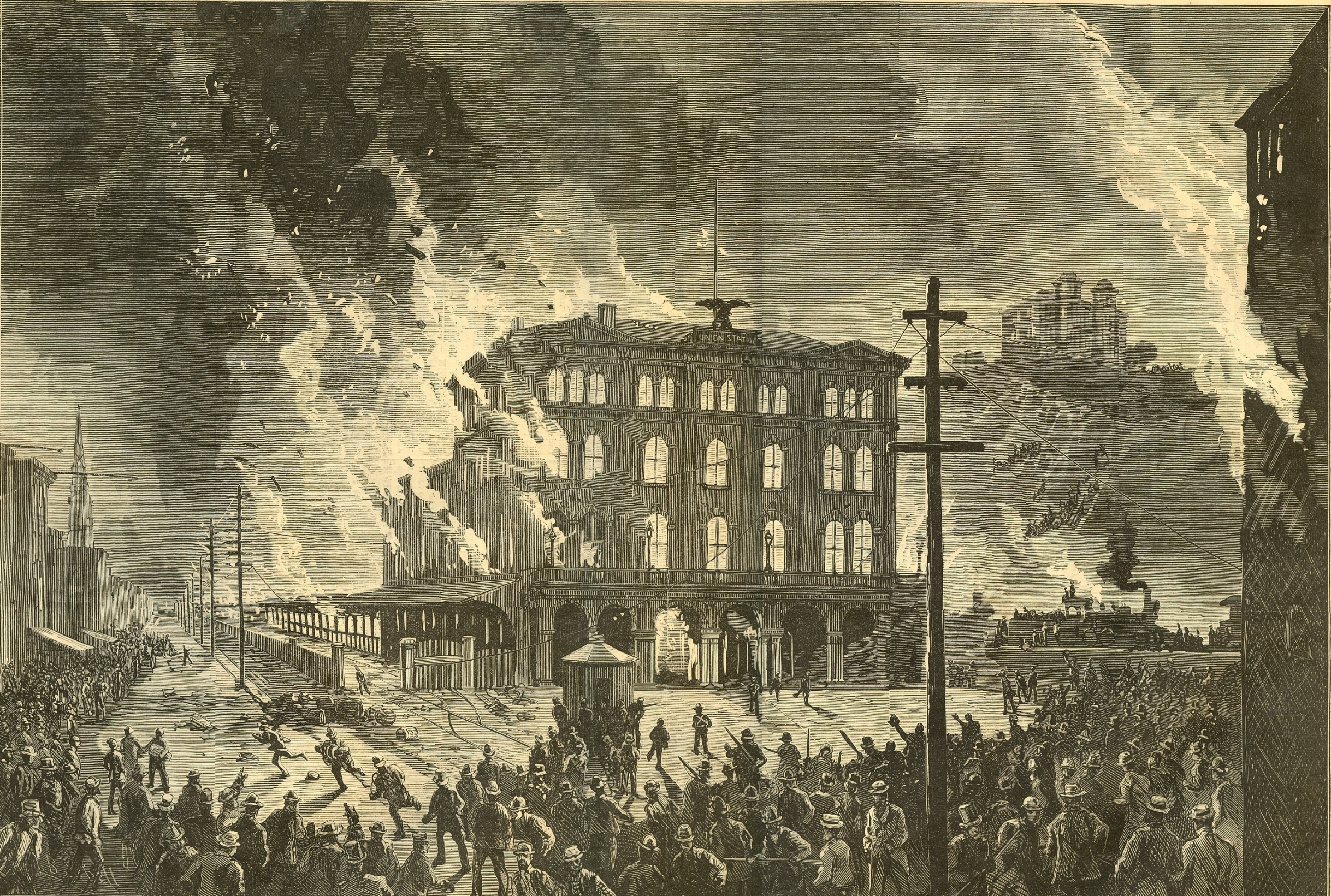
1877年7月21至22日，宾夕法尼亚州匹茲堡聯合車站毁于火灾

海斯入主白宫第一年就面临规模创纪录的劳工起义：1877年铁路大罢工。为弥补1873年恐慌以来的经济损失，大型铁路公司1877年多次削减雇员薪资。巴爾的摩與俄亥俄鐵路职工同年七月在西弗吉尼亚州马丁斯堡罢工，抗议薪酬削减。罷工迅速蔓延到纽约中央铁路、伊利铁路、賓夕法尼亞鐵路，离岗工人成千上万。西弗吉尼亚州州长亨利·马修斯担心发生暴乱，海斯同意他的要求派联邦军队进入马丁斯堡，但当地抗议示威完全没有暴乱迹象。巴爾的摩情况截然不同，在7月20日发生暴乱，海斯命令麥克亨利堡驻军前去协助州长镇压。
暴乱接下来蔓延到匹兹堡，但海斯不愿在州长未主动要求的情况下出兵。心怀不满的市民加入铁路工人暴动。总统几日后派兵保护任何面临威胁的联邦财产，授权温菲尔德·斯科特·汉考克少将总揽全局。这是美国史上首次动用联邦军队应对私营企业罢工。暴动接下来还蔓延到芝加哥和圣路易斯，罢工人员关闭铁路设施。
7月29日，各地暴乱已经终止，联邦部队退回军营。联邦军队无人丧生，也没造成罢工人员死亡，但州民兵与罢工方均有人员因冲突遇难。工人回归岗位，部分薪酬削减仍然有效，从短期来看铁路企业“获胜”。但公众认为铁路企业应对罢工和暴力负责，企业无法进一步降薪而且不得不改善工作条件。商界领袖称赞海斯果敢勇决，但总统本人在日记表达的立场没有那么坚定：
“罢工人员已由武力镇压，但真正的补救措施应该是什么样？难道不能靠教育罢工人士、妥善控制资本家、以明智的整体政策终结或减少罪恶？罢工的铁路工人往往都是好人，头脑清醒、聪明、勤奋。”

### 货币辩论

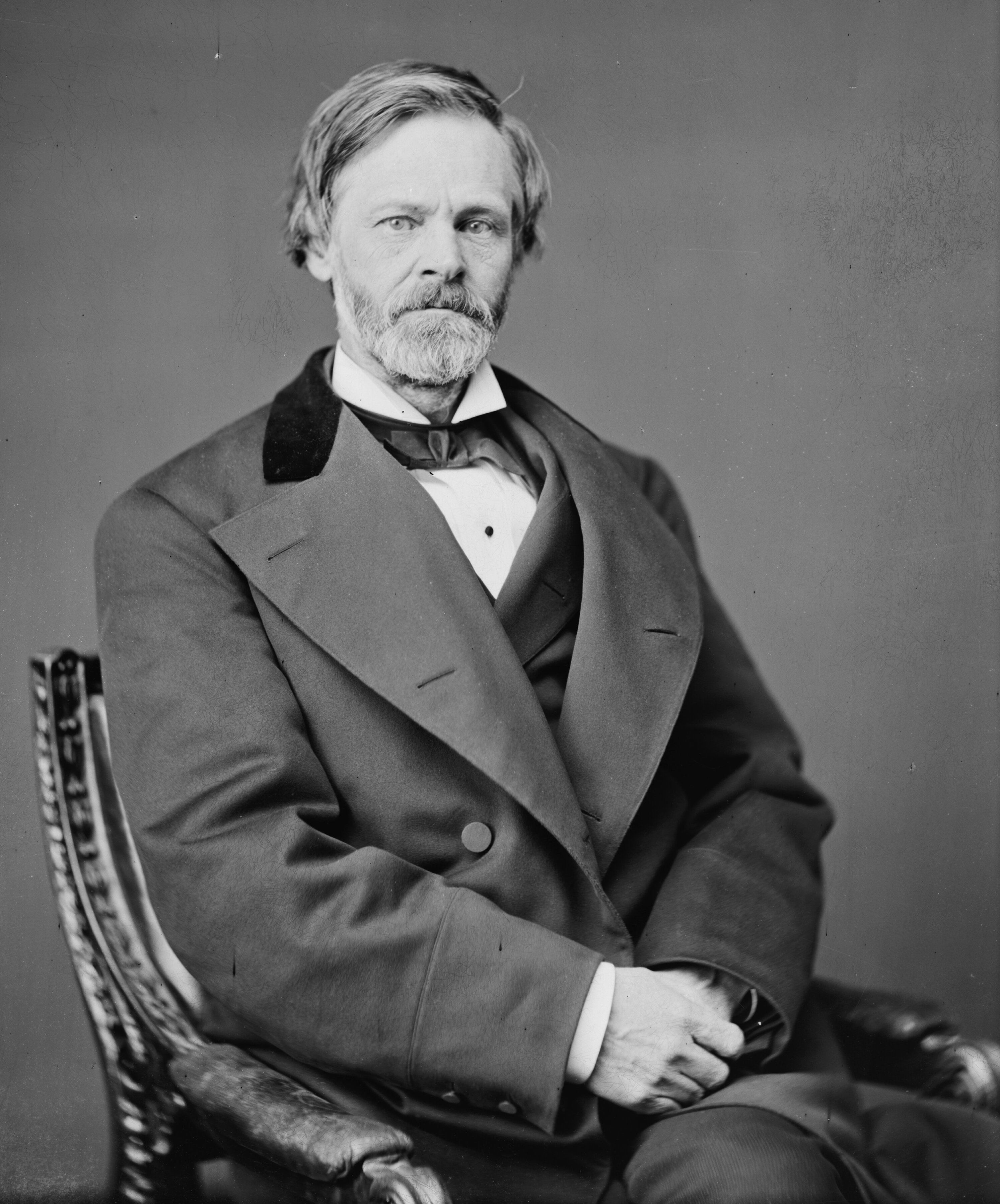
财政部长约翰·舍曼与海斯合作，推动美国回归金本位

海斯任上面临两大通貨议题，首先是自由铸造银币运动及其与金本位的关系。《1873年铸币法案》禁止将白银铸造成面值达到或超过一美元的硬币，将美元与黄金价值挂钩，导致通货紧缩，1873年恐慌局面恶化，货币贬值令债务人偿债成本上升。农民和劳工要求回归金银复本位的呼声特别强烈，希望增加货币供应量恢复薪酬和财富价值。密蘇里州民主党联邦众议员理查德·布兰德递交法案，要求联邦政府把银矿出产的所有白银全部铸成银币，提升货币供应商，帮助债务人。艾奥瓦州共和党联邦参议员威廉·艾利森递交修正条款，把月铸币量限制在两到四百万美元，国会两院1878年通过《布兰德－艾利森法》。根据法案提议，一美元银币的内在价值为一美元金币九成至九成二，实际上降低美元相对黄金的价值。海斯担心此举引发的通货膨胀将重创商业，他还认为通货膨胀有违诚信：“无论权宜之计还是公义都要求货币保持诚信”。海斯否决法案，但这也是国会唯一一次推翻他的否决。
第二个议题是南北战争时期首度发行的法定貨幣美国政府券（又称绿钞）。这类纸币可用于缴纳关税及其他税款，但与普通纸币、硬币不同，绿钞不能赎回黄金。《1875年恢復硬幣法案》要求财政部用黄金赎回绿钞，令绿钞退出市场流通，恢复黄金支撑的单一货币体系。财政部长舍曼和海斯都赞同法案举措，财政部储备黄金准备赎回绿钞。但法案的实际效果是公众相信绿钞价值获黄金担保，没有必要把纸币换成金币，结果1879年法案生效之际，尚未偿还的3.46亿美元绿钞仅有13万美元赎回。《恢复硬币法》与《布兰德－艾利森法》共同影响，在倡导通胀和主张硬通货的人之间达成可行妥协，随着世界经济复苏，绿钞与自由铸造银币运动的狂热势头在海斯执政后两年偃旗息鼓。

### 外交

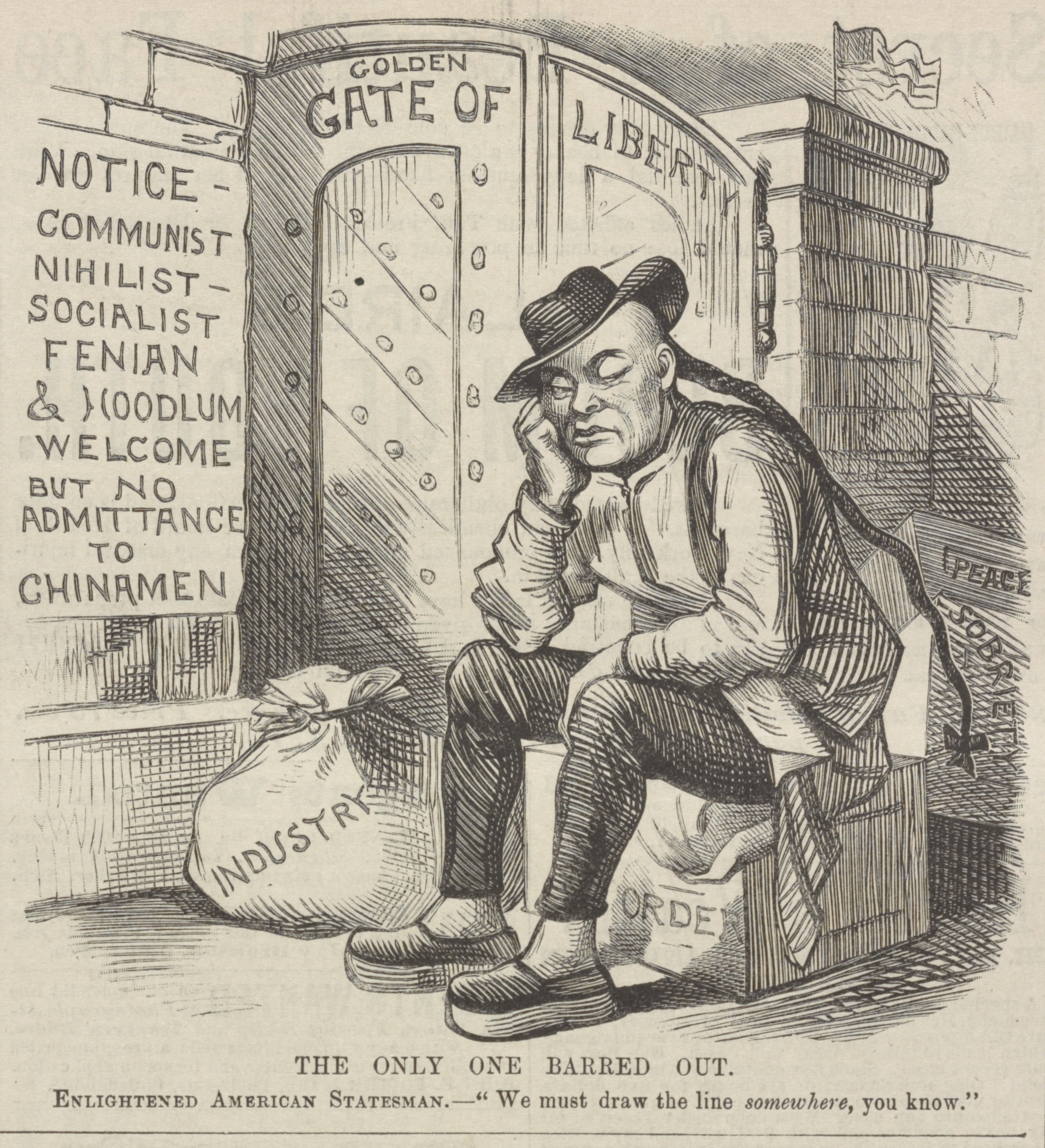
1882年批评排华的政治漫画

海斯任内外交政策大多涉及拉丁美洲。1878年，他在巴拉圭战争后仲裁阿根廷与巴拉圭的领土争端，把大查科地区的争议领土划归巴拉圭，该国人民用他的姓氏命名阿耶斯總統省和首府阿耶斯镇（“阿耶斯”原文与“海斯”相同）。斐迪南·德·雷赛布修筑苏伊士运河后计划在哥伦比亚巴拿馬地峽挖运河，海斯担心法国又会像武装干涉墨西哥那样故伎重演，决心严格遵循门罗主义。他的国情咨文宣示运河应由美国控制，不接受欧洲列强以任何形势插手。
美墨邊界也是海斯的关注重点，19世纪70年代常有“无法无天的团伙”跨过边境侵袭德克萨斯，海斯上任三个月后授权陆军追击逃入墨西哥境内的土匪。墨西哥总统波费里奥·迪亚斯抗议美方政策并陈兵边境，双方经谈判同意合作追击匪徒，海斯还同意防止墨西哥革命分子在美国招兵买马。边境暴力逐渐减少，海斯1880年撤销准许进入墨西哥追捕的命令。
除西半球外，海斯外交政策的首要关注点是中国。参议院1868年批准《中美天津条约续增条款》，华人移民得以不受限制地流入美国。1873年恐慌后局面有变，西部许多人认为华人拉低工人薪酬。1877年铁路大罢工期间，旧金山发生反华暴动，重点关注制止华人移民的第三党工人党成型。国会1879年通过《排华法案》，废除1868年条约。海斯否决国会法案，认为美国不应未经谈判废除条约。东部自由派人士赞扬总统否决法案，西部应以严辞谴责。民主党众议员甚至要求弹劾总统，但因共和党议员拒绝投票、表决人数尚未达到法定人數作罢。助理国务卿弗雷德里克·苏厄德（前国务卿威廉·H·苏厄德之子）提议中美两国合作减少移民，与安吉立一起同中方谈判。海斯卸任后，国会在1882年通过新排华法。

### 印第安人政策

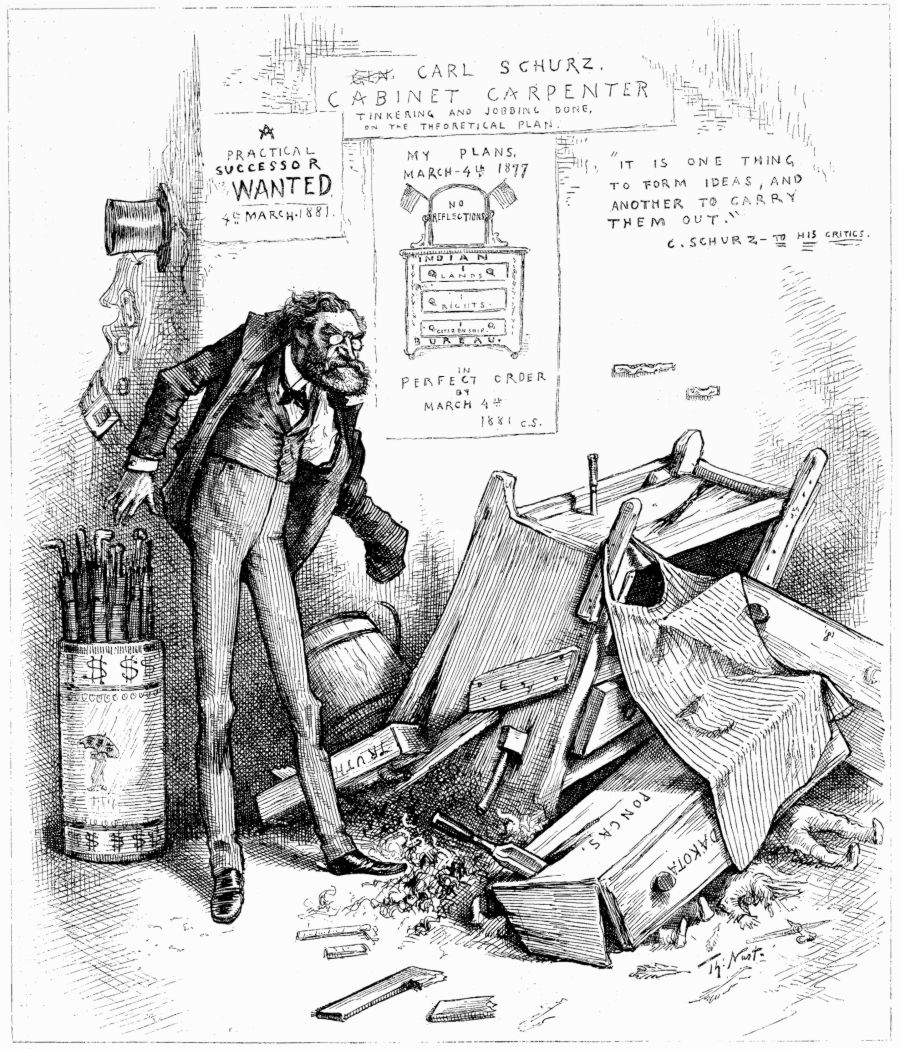
1881年讽刺卡尔·舒尔茨管理印第安事務局的政治漫画

内政部长舒尔茨推行海斯的美洲原住民政策，首先是防止印第安事務局划归战争部。总统与内政部长推行的政策以白人文化同化印第安人，注重教育培训，将印第安人土地以家庭为单位分配。海斯自信上述政策能让印第安人自给自足并与白人和平共处。海斯卸任后，民主党总统格罗弗·克利夫兰1887年签署《道斯法案》确立的土地分配制度为舒尔茨等自由改革派津津乐道，但事实证明反而对原住民不利。肆无忌惮的白人投机分子千方百计推动印第安人出售手中土地，大量政府眼中的“多余土地”流入投机者之手，原住民最后丧失大部分土地。海斯与舒尔茨为减少欺诈改革印第安事务局，由原住民负责管理印第安人保留地，但机构一直人手不足。
海斯任内处理多起原住民部落冲突：1877年6月，奥利弗·奥蒂斯·霍华德少将要求内兹珀斯人迁入印第安保留地，酋长山雷率族人起义。霍华德所部击败内兹珀斯人，该部落长途跋涉约三千公里前往加拿大。同年十月威廉·特库姆塞·舍曼在贝尔波战役奠定胜局，山雷投降后舍曼下令把部落人员运往堪薩斯州印第安领地并停留至1885年。1878年春，班诺克人在爱达荷州起义并袭击附近定居点，同年七月被霍华德率军击败。1879年，印第安人事务代理内森·米克因试图劝科罗拉多州猶他人皈依基督教被杀，战争随即爆发，舒尔茨经谈判与犹他人达成和平协议，防止白人定居者为米克报仇。
格兰特执政期间，內布拉斯加州篷卡人部落因一时误会被迫迁入印第安领地（今俄克拉荷馬州）。海斯入主白宫后，舒尔茨要求该部落不得离开印第安领地，酋长立熊1879年向美国联邦地区法院递交诉状，引起总统关注。海斯推翻舒尔茨的决策于1880年设立委员会，该委员会裁定篷卡人可自行选择回归内布拉斯加州故土或留在印第安领地，对篷卡人已划归苏族的土地给予补偿。他还在1881年2月的国情咨文坚持为“这些利益受损的人提供正义与人格理应要求的补救措施”。

### 1880年大西部之旅

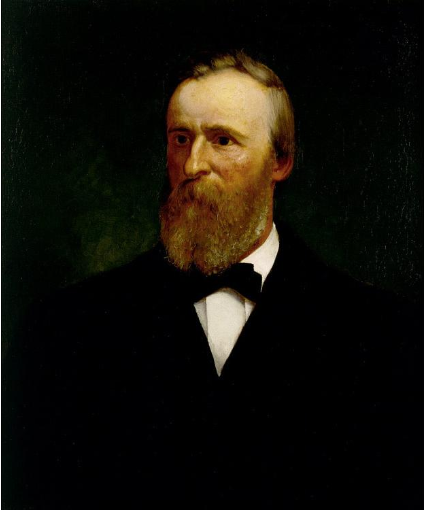
艾利法莱特·弗雷泽·安德鲁斯1881年绘制的海斯像

海斯1880年开始为期71天的美国西部之旅，是第二位任上畅游落基山脉以西的总统（前总统格兰特1875年造访犹他州）。海斯夫妇与组织行程的威廉·特库姆塞·舍曼同行，九月从芝加哥横贯大陆铁路出发。他游历西部各地，途经怀俄明州、犹他州、内华达州，最终抵达加利福尼亚州，萨克拉门托与旧金山都是他的目的地。海斯一行时乘火车，时坐驿站马车，北至俄勒冈州波特兰，再前往华盛顿州温哥华。他们乘船抵达西雅图后返回旧金山，造访西南各州后于11月返回俄亥俄州，赶上1880年大选投票。

### 白宫生活
海斯夫妇以在白宫禁酒著称，第一夫人的绰号“柠檬水露西”由此而来。海斯夫妇在白宫举办的首次招待会提供葡萄酒，但新总统对首都各大使举办宴会时随处可见的醉酒场面感到厌恶，决定像夫人一样提倡禁酒，白宫在他入住期间再也没有提供酒类饮品。反对派指责总统太小气，但海斯在白宫禁酒后自掏腰包支付的金额更高，禁酒省下资金都用在更奢华的娱乐项目。禁酒为他赢得政治红利，新教神职人员对他的支持更加坚定。国务卿埃瓦茨一度取笑白宫晚宴把水当葡萄酒，海斯的政策促使禁酒人士投票支持共和党。

### 政府与内阁

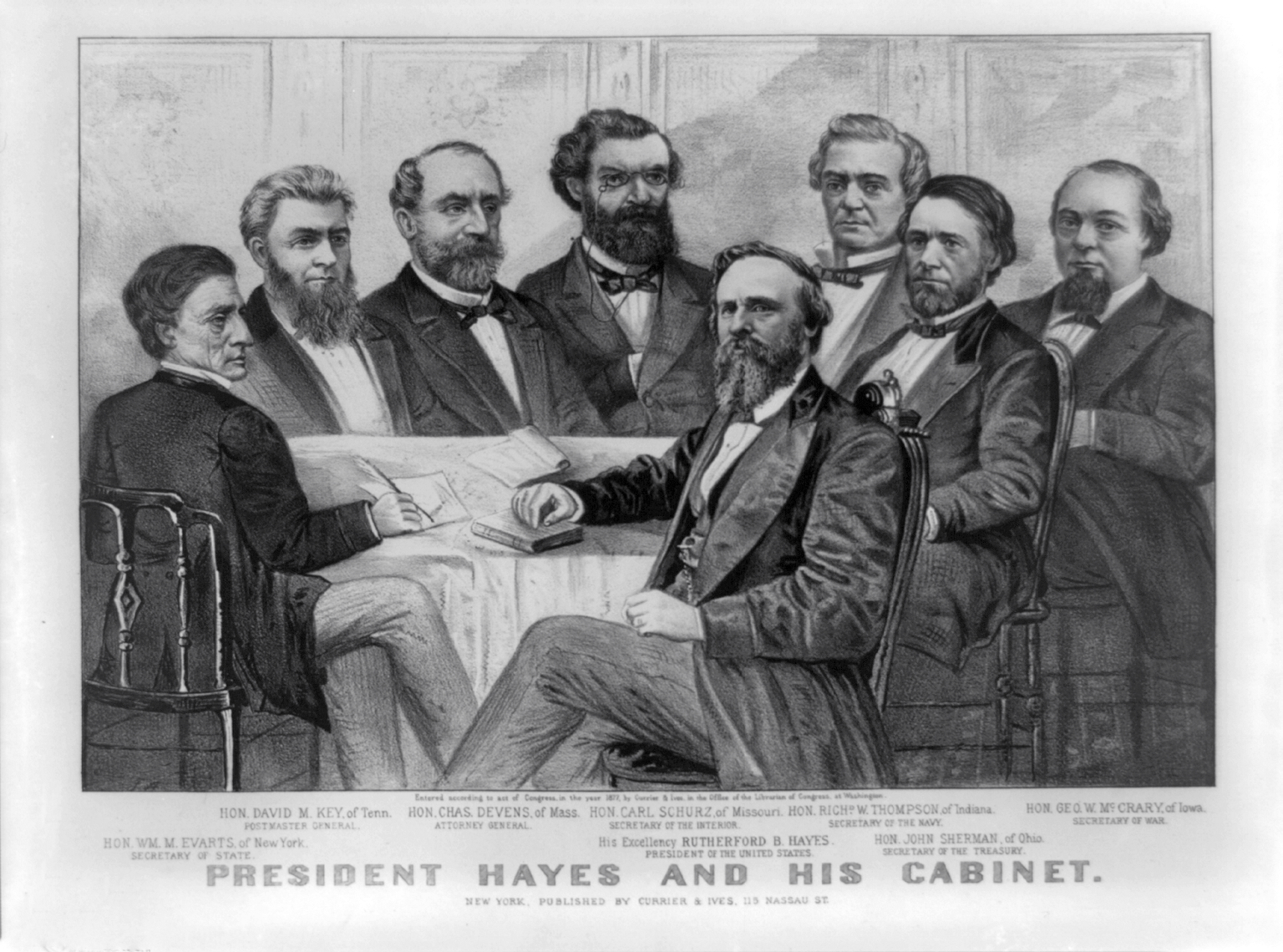
1877年海斯内阁石版画

### 司法任命

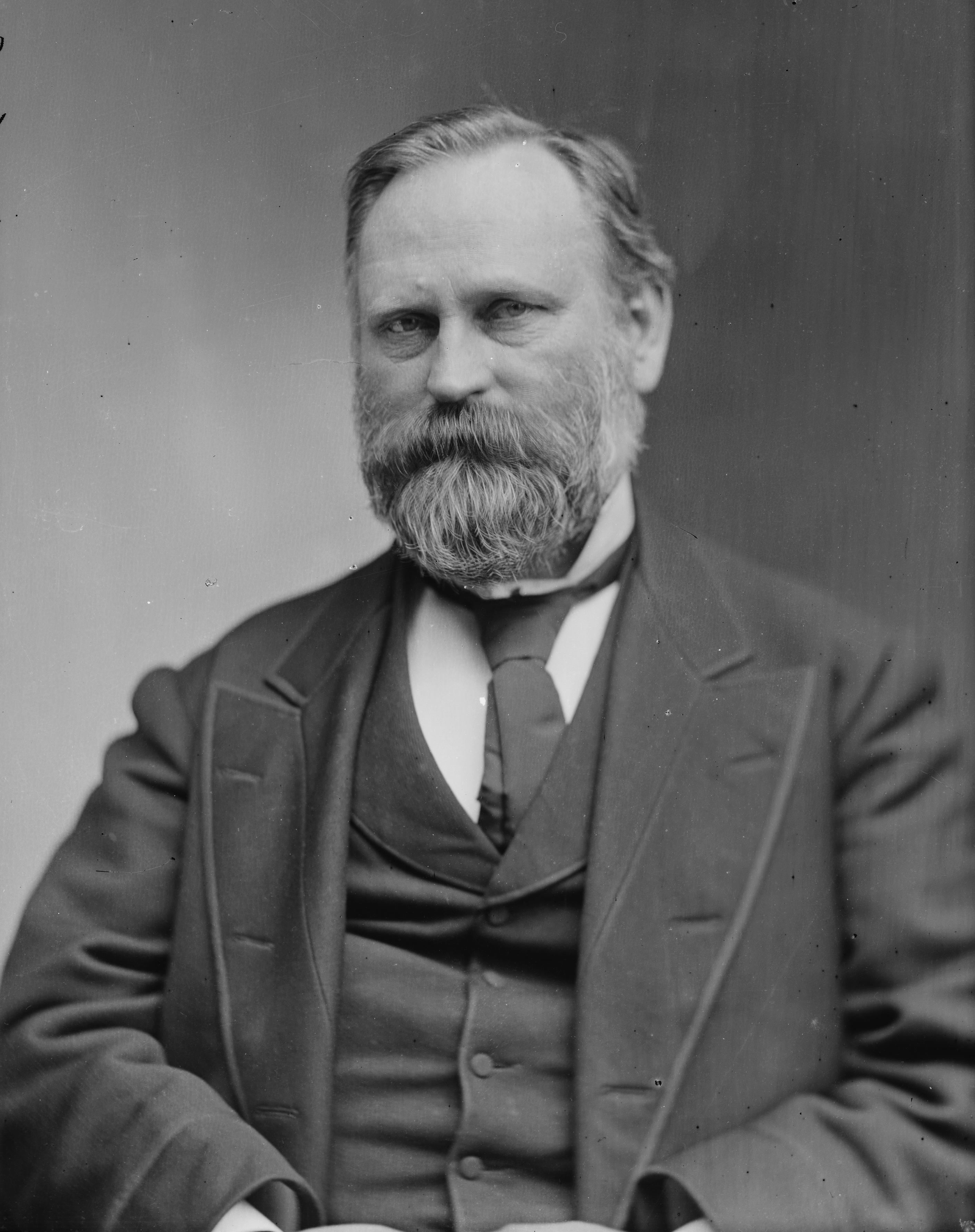
参议院确认斯坦利·马修斯进入最高法院的困难程度超出海斯预期

海斯共任命两名最高法院大法官，首先是1876年大选争议时戴维斯辞职进入参议院。海斯1877年10月提名前肯塔基州州长候选人約翰·馬歇爾·哈倫继任，后者还是1876年共和党全国大会时本杰明·布里斯托的竞选经理，海斯曾考虑请他出任总检察长。部分参议员认为哈伦公职经验不足，但最终还是确认提名。哈伦此后持续任职34年，投票支持积极执行民权法，但大部分情况下属少数派。1880年大法官威廉·斯特朗辞职，最高法院再次出缺。海斯提名亚拉巴马州共和党提包客、巡回法院法官威廉·伯纳姆·伍兹。伍兹在最高法院任职六年，事实证明他对宪法的理解和海斯差异很大，与南方民主党人更相似。
1881年诺亚·海恩斯·斯韦恩辞职，最高法院再次出缺。斯韦恩主动辞职，希望总统离开白宫前任命斯坦利·马修斯继任，马修斯是斯韦恩和海斯的朋友。许多参议员认为马修斯与傑伊·古爾德为代表的铁路及其他企业关往甚密，反对他进入最高法院，最后未经表决便休会。詹姆斯·艾布拉姆·加菲尔德接掌白宫后再度提名马修斯，参议院以24票赞成、23票反对通过。马修斯为最高法院工作八年直到1889年去世，他在1886年益和诉霍普金斯案代表法院宣布一致判决，推进他与海斯保护少数族裔权利的观点。

## 卸任后（1881至1893年）

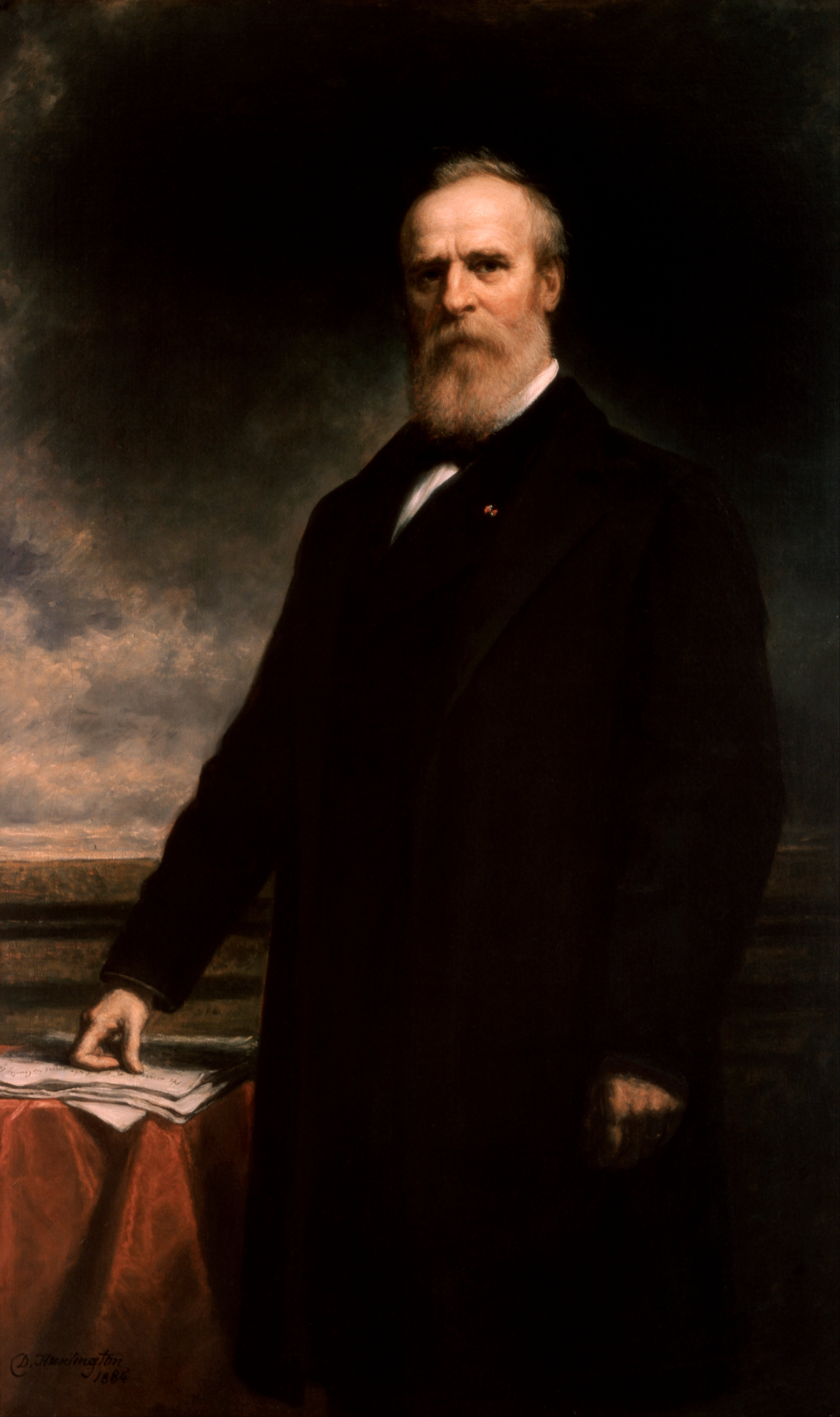
海斯总统白宫肖像

海斯遵守承诺不在1880年竞选连任，对俄亥俄州共和党人加菲尔德继任颇感欣慰，向新总统提供政府官员任命建议。他与家人在加菲尔德宣誓就职后搬回斯皮格尔格罗夫。海斯1881年入选美国忠诚军团军事教团，1888年起任总司令（全国主席）直到1893年谢世。他一直忠于共和党，但认可民主党人克利夫兰的公务员改革立场，不致对后者1884年当选总统感到失望。威廉·麦金莱是海斯的战友和政治门生，麦金莱从政生涯的进展令海斯非常高兴。
海斯开始倡导教育慈善事业，主张为所有儿童提供联邦教育补贴，认为教育是弥合美国社会裂缝、促使国民提升自我的最佳途径。海斯任俄亥俄州州长期间曾协助创办俄亥俄州立大学，1887年进入校董事会。他认为职业教育和学术教育都很重要：“我宣扬工作福音，相信劳动技能也是教育组成部分”。新罕布什尔州参议员亨利·布莱尔的法案首度建议从联邦层面支援教育，但在海斯的敦促下国会仍未通过。1889年海斯发表演说鼓励黑人学子申请他参与运营的斯莱特基金慈善奖学金。1892年W·E·B·杜波依斯获该奖学金。此外，海斯还主张改善监狱条件。

海斯退休后对贫富差距悬殊忧心忡忡，他在1886年演讲时称：“如果财富大都掌握在少数人手中，大量民众无法获得住房、教育、养老支持，自由政府就不能长久”。第二年他又在日记写道：
我在教堂想到，是时候让公众知道国家面临的巨大危险与邪恶，少数人拥有或控制大量财富比其他情况更危险。金钱就是权力。无论国会、州议会、市议会、法院、政治大会、新闻界、讲坛，还是在受教育和有才华人士的圈子里，它的影响越来越大。少数人掌握过多财富意味着多数人极端贫困、无知、堕落的悲惨命运。现在还不是探讨补救手段的时候，先要考虑危险、邪恶的问题。让人们相信邪恶存在并充分了解，大家认真对待总能找到解决办法，充分了解是根除邪恶的第一步。亨利·乔治十分擅长描述当前体制的腐朽，对于他提出的办法，我们至少可以说还没做好准备。我们可以修改法律监管企业、财产、遗产、信托、税收等各种重要利益，而且不忽略土地与其他财产来消除困难、达成目标。

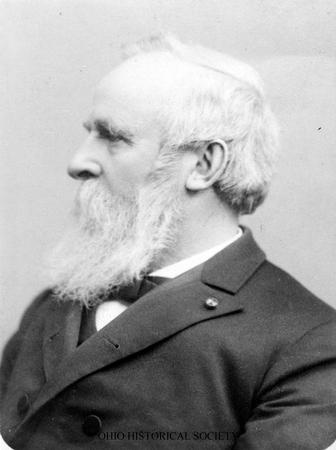
1886年的海斯

1889年夫人去世对海斯打击很大，他的日记称斯皮格尔格罗夫已失去灵魂。露西去世后，女儿芬妮陪父亲旅行，孙辈来访总令他非常高兴。1890年，改革派在紐約上州召开莫宏克湖黑人问题大会探讨种族议题，海斯任大会主席。1893年1月17日，拉瑟福德·伯查德·海斯在家中死于心脏病引起的并发症，享年70岁。他的遗言是“吾知将往露西所在”。海斯的遗体葬在弗里蒙特奥克伍德公墓，美国总统当选人克利夫兰、俄亥俄州州长麦金莱引领送葬队伍。

## 影响与纪念

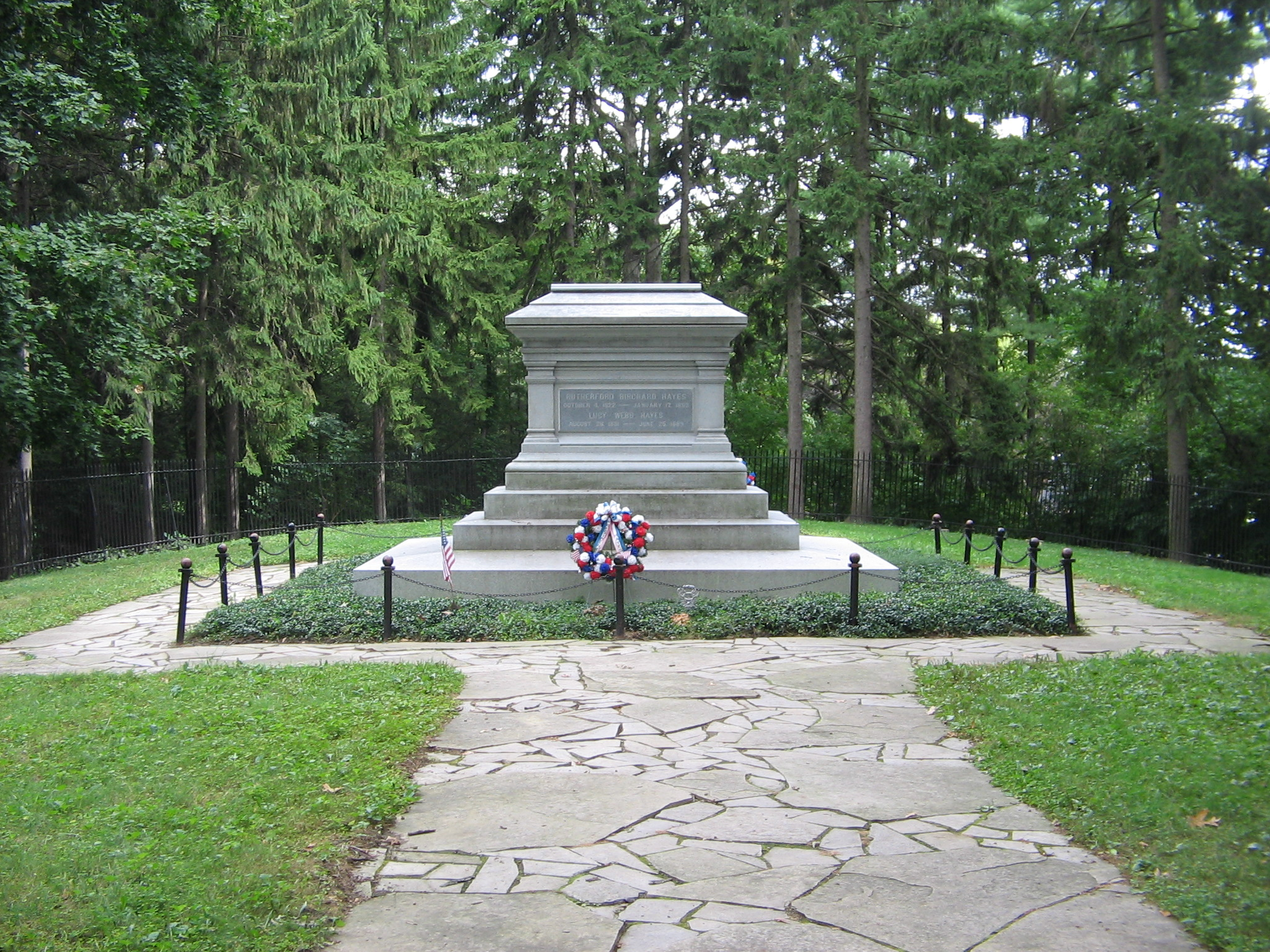
位于斯皮格尔格罗夫的墓地

海斯的故居捐赠俄亥俄州后建成斯皮格尔格罗夫州立公园，他的遗体1915年重新葬入园区。1916年，海斯后人与俄亥俄州共同捐助的拉瑟福德·伯查德·海斯总统图书馆暨博物馆在园区落成，是美国第一所总统图书馆。
海斯曾仲裁阿根廷与巴拉圭的领土争端，裁决对巴拉圭有利，该国现有领土六成来自此次仲裁。巴拉圭将省份起名阿耶斯總統省（即“海斯总统省”），该省首府起名阿耶斯镇（即“海斯镇”），还把仲裁日期定为该省正式节日。总部位于巴拉圭首都亞松森的足球队起名海斯总统俱乐部，另有以海斯总统为主题设计的邮票，图案是在美国大使馆举办的设计竞赛选定。此外，该国某少女从昏迷苏醒后的愿望得以满足：造访俄亥俄州弗里蒙特海斯总统中心。
内布拉斯加州海斯县以海斯总统命名。1890年，海斯入选美国古文物学会。
俄亥俄州特拉华是海斯的故乡，当地的拉瑟福德·伯查德·海斯高中以前总统命名。1893年俄亥俄州立大学建起海斯大楼，是该校历史最悠久的建筑，前方外观与建成时几乎一模一样，1970年7月16日入选國家史蹟名錄。海斯生前知道大楼会以他命名，但没能看到建成。

### 引用
1. ↑  白宫传记.
2. ↑  Bridges.
3. ↑  Hamilton 2010，第163頁.
4. ↑  Smith et al. 2000.
5. ↑  Otis 2014.
6. ↑  Hoogenboom 1995，第10頁; Barnard 2005，第76–77頁.
7. ↑  Hoogenboom 1995，第7–8頁.
8. ↑  Trefousse 2002，第4頁.
9. ↑  Hoogenboom 1995，第20–21頁; Barnard 2005，第27–31頁.
10. ↑  Barnard 2005，第41頁.
11. ↑  Trefousse 2002，第3頁.
12. ↑  Barnard 2005，第53頁.
13. ↑  Family Genealogy.
14. 1 2  Hoogenboom 1995，第17–18頁.
15. ↑  Hoogenboom 1995，第62–63頁; Barnard 2005，第113頁.
16. ↑  Trefousse 2002，第4–5頁.
17. ↑  Hoogenboom 1995，第20–22頁; Trefousse 2002，第5頁.
18. ↑  Hoogenboom 1995，第25頁.
19. ↑  Barnard 2005，第107–113頁.
20. ↑  Topping 1975，第51頁.
21. ↑  Hoogenboom 1995，第33–43頁.
22. ↑  Trefousse 2002，第6頁.
23. ↑  Hoogenboom 1995，第43–51頁; Barnard 2005，第131–138頁.
24. ↑  Hoogenboom 1995，第52–53頁.
25. ↑  Hoogenboom 1995，第55–60頁.
26. ↑  Hoogenboom 1995，第62–66頁.
27. ↑  Hoogenboom 1995，第66–70頁; Barnard 2005，第114頁.
28. ↑  Trefousse 2002，第8頁.
29. ↑  Hoogenboom 1995，第73頁.
30. ↑  Barnard 2005，第167頁.
31. 1 2  Barnard 2005，第184–185頁.
32. 1 2  Hoogenboom 1995，第74–75頁.
33. 1 2  Hoogenboom 1995，第78–86頁.
34. ↑  Hoogenboom 1995，第61–62頁.
35. ↑  Barnard 2005，第178–180, 187–188頁; Hoogenboom 1995，第93–95頁.
36. ↑  Trefousse 2002，第9頁.
37. ↑  Hoogenboom 1995，第87–93頁.
38. ↑  Trefousse 2002，第10頁.
39. ↑  Hoogenboom 1995，第95–99頁; Barnard 2005，第189–191頁.
40. ↑  Barnard 2005，第196–197頁; Trefousse 2002，第14–15頁.
41. ↑  Hoogenboom 1995，第100頁.
42. ↑  Hoogenboom 1995，第104–105頁; Barnard 2005，第202–203頁.
43. ↑  Hoogenboom 1995，第107頁; Barnard 2005，第204頁.
44. ↑  Hoogenboom 1995，第113頁; Barnard 2005，第210頁.
45. 1 2  Hoogenboom 1995，第114頁; Barnard 2005，第210–212頁.
46. ↑  Hoogenboom 1995，第115頁; Barnard 2005，第213–214頁.
47. 1 2  Hoogenboom 1995，第116–117頁.
48. ↑  Hoogenboom 1995，第120–121頁.
49. ↑  Hoogenboom 1995，第125–126頁; Reid 1868，第160頁.
50. ↑  Hoogenboom 1995，第128–130頁.
51. ↑  Hoogenboom 1995，第136–141頁.
52. 1 2  Hoogenboom 1995，第141–143頁.
53. ↑  Hoogenboom 1995，第146–148頁.
54. ↑  Hoogenboom 1995，第146–147頁; Reid 1868，第161頁.
55. ↑  Hoogenboom 1995，第149–153頁.
56. ↑  Trefousse 2002，第30頁.
57. ↑  Hoogenboom 1995，第154–156頁.
58. ↑  Hoogenboom 1995，第157–158頁.
59. 1 2  Hoogenboom 1995，第159–161頁.
60. 1 2 3  Hoogenboom 1995，第162–164頁; Trefousse 2002，第32–33頁.
61. 1 2 3 4  Hoogenboom 1995，第166–168頁.
62. 1 2  Hoogenboom 1995，第168–169頁.
63. ↑  Hoogenboom 1995，第170–171頁.
64. ↑  Hoogenboom 1995，第172–173頁.
65. 1 2  Hoogenboom 1995，第174–177頁.
66. ↑  Grant 2003，第564頁.
67. ↑  Hoogenboom 1995，第178–181頁.
68. ↑  Hoogenboom 1995，第186–188頁.
69. 1 2 3  Hoogenboom 1995，第171–176頁; Barnard 2005，第225–227頁.
70. ↑  Hoogenboom 1995，第200–201頁; Conwell 1876，第145–180頁.
71. ↑  Hoogenboom 1995，第200–201頁; Trefousse 2002，第41–44頁; Richardson 2001，第17–18頁.
72. 1 2  Hoogenboom 1995，第203頁; Trefousse 2002，第40–41頁.
73. ↑  Hoogenboom 1995，第197–199頁; Trefousse 2002，第42頁.
74. ↑  Hoogenboom 1995，第204–205頁.
75. ↑  Hoogenboom 1995，第204–205頁; Foner 2002，第493–494頁.
76. ↑  Hoogenboom 1995，第208–210頁.
77. 1 2 3  Hoogenboom 1995，第211–213頁; Trefousse 2002，第45–46頁.
78. 1 2  Hoogenboom 1995，第214頁; Barnard 2005，第238–239頁.
79. ↑  Trefousse 2002，第47–48頁.
80. ↑  Hoogenboom 1995，第215–216頁.
81. 1 2  Hoogenboom 1995，第218–220頁; Barnard 2005，第239–241頁.
82. ↑  Hoogenboom 1995，第225–228頁.
83. ↑  Hoogenboom 1995，第231–232頁.
84. 1 2 3  Hoogenboom 1995，第236–240頁.
85. ↑  Hoogenboom 1995，第241–242頁.
86. ↑  Trefousse 2002，第31, 42頁.
87. ↑  Hoogenboom 1995，第240–245頁; Barnard 2005，第250–252頁.
88. ↑  Hoogenboom 1995，第246–248頁.
89. ↑  Hoogenboom 1995，第243–244頁; Barnard 2005，第250–252頁.
90. ↑  Hoogenboom 1995，第249–250頁.
91. ↑  Trefousse 2002，第59頁.
92. ↑  Hoogenboom 1995，第249–251頁.
93. ↑  History of the Library.
94. ↑  Hoogenboom 1995，第256–257頁; Barnard 2005，第270–271頁.
95. 1 2 3  Hoogenboom 1995，第257–260頁; Barnard 2005，第271–275頁; Foner 2002，第557頁.
96. ↑  Trefousse 2002，第61–64頁.
97. ↑  Trefousse 2002，第62頁.
98. ↑  Hoogenboom 1995，第260–261頁; Robinson 2001，第57頁.
99. ↑  Hoogenboom 1995，第262–263頁; Robinson 2001，第53–55頁.
100. ↑  Hoogenboom 1995，第263–264頁; Robinson 2001，第61–63頁.
101. ↑  Hoogenboom 1995，第260頁; Robinson 2001，第63頁.
102. 1 2  Robinson 2001，第64–68, 90–95頁.
103. ↑  Robinson 2001，第97–98頁.
104. ↑  Trefousse 2002，第71頁.
105. ↑  Trefousse 2002，第72–73頁; Robinson 2001，第113–114頁.
106. ↑  Hoogenboom 1995，第269–271頁.
107. ↑  Robinson 2001，第99–102頁.
108. ↑  Trefousse 2002，第74頁.
109. 1 2  任东来 2013，第436頁.
110. ↑  Sproat 1974，第163–164頁.
111. ↑  Trefousse 2002，第75頁; Robinson 2001，第119–123頁; Sproat 1974，第163–164頁.
112. 1 2  任东来 2013，第437頁.
113. ↑  Robinson 2001，第126–127頁.
114. ↑  Robinson 2001，第131–142頁; Hoogenboom 1995，第277–279頁.
115. ↑  Robinson 2001，第127–128頁.
116. ↑  李道揆 & 任东来 2013，第516頁.
117. ↑  Hoogenboom 1995，第279頁.
118. ↑  Robinson 2001，第145–154頁; Hoogenboom 1995，第281–286頁.
119. ↑  Robinson 2001，第157頁.
120. 1 2  Robinson 2001，第158頁.
121. 1 2  Hoogenboom 1995，第286頁.
122. ↑  Robinson 2001，第159–161頁.
123. ↑  Robinson 2001，第166–171頁.
124. ↑  Robinson 2001，第171–183頁.
125. ↑  Electoral College Controversy.
126. ↑  任东来 2013，第436–437頁.
127. ↑  Robinson 2001，第182–184頁; Foner 2002，第580–581頁.
128. ↑  Robinson 2001，第185–189頁; Foner 2002，第581–587頁.
129. ↑  Dodds 2013，第113頁; Clendenen 1969，第246頁.
130. ↑  Hoogenboom 1995，第295–297頁.
131. ↑  Trefousse 2002，第85–86頁.
132. ↑  Hoogenboom 1995，第298–299頁.
133. ↑  Barnard 2005，第402–403頁.
134. ↑  Trefousse 2002，第90–93頁.
135. ↑  Hoogenboom 1995，第304–307頁; Foner 2002，第580–583頁; Davison 1972，第142頁.
136. ↑  Davison 1972，第138頁; Trefousse 2002，第92頁.
137. ↑  Clendenen 1969，第244頁.
138. ↑  Trefousse 2002，第90–91頁.
139. ↑  Hoogenboom 1995，第317–318頁; Davison 1972，第141–143頁.
140. 1 2 3 4 5  Davison 1972，第162–163頁; Hoogenboom 1995，第392–402頁; Richardson 2001，第161頁.
141. ↑  Hoogenboom 1995，第402頁.
142. ↑  Barnard 2005，第418頁.
143. ↑  Hoogenboom 1995，第317–318頁.
144. ↑  Trefousse 2002，第93–94頁.
145. ↑  Calhoun 2017，第293–294頁.
146. 1 2  Hoogenboom 1995，第318–319頁.
147. ↑  Davison 1972，第164–165頁.
148. ↑  Paul 1998，第71頁.
149. 1 2 3  Hoogenboom 1995，第322–325頁; Davison 1972，第164–165頁; Trefousse 2002，第95–96頁.
150. ↑  Hoogenboom 1995，第352頁; Trefousse 2002，第95–96頁.
151. ↑  Hoogenboom 1995，第353–355頁; Trefousse 2002，第100–101頁.
152. ↑  Hoogenboom 1995，第370–371頁.
153. ↑  Hoogenboom 1995，第370頁.
154. ↑  Hoogenboom 1995，第382–384頁; Barnard 2005，第456頁.
155. ↑  Paul 1998，第73–74頁.
156. ↑  Sproat 1974，第165–166頁.
157. ↑  Sproat 1974，第169–170頁.
158. 1 2  Klotsche 1935，第409–411頁.
159. ↑  Hoogenboom 1995，第439–440頁.
160. ↑  Trefousse 2002，第144頁.
161. ↑  Klotsche 1935，第414–415頁.
162. ↑  Klotsche 1935，第416頁.
163. ↑  Foner 2002，第583頁; Stowell 1999，第1–2頁; Richardson 2001，第121頁.
164. ↑  Hoogenboom 1995，第326–327頁.
165. ↑  Bruce 1989，第75–77頁; Stowell 1999，第117頁.
166. 1 2 3 4 5  Hoogenboom 1995，第328–333頁; Davison 1972，第145–153頁; Barnard 2005，第445–447頁.
167. ↑  Bruce 1989，第93–94頁.
168. ↑  Stowell 1999，第116–127頁; Hoogenboom 1995，第328頁.
169. ↑  Foner 2002，第585頁.
170. ↑  Davison 1972，第148–150頁; Trefousse 2002，第95頁.
171. ↑  Hoogenboom 1995，第334頁; Davison 1972，第152–153頁.
172. ↑  Barnard 2005，第446–447頁; Hayes 1922，第440頁，v. 3.
173. ↑  Hoogenboom 1995，第356頁.
174. ↑  Unger 2008，第358頁.
175. 1 2 3 4 5  Davison 1972，第176–177頁.
176. 1 2 3  Hoogenboom 1995，第358–360頁.
177. ↑  Trefousse 2002，第107頁.
178. ↑  Davison 1972，第177–180頁.
179. 1 2  Hoogenboom 1995，第416頁.
180. ↑  Hoogenboom 1995，第417–418頁.
181. 1 2  Hoogenboom 1995，第420–421頁; Barnard 2005，第442頁.
182. 1 2 3  Hoogenboom 1995，第335頁; Barnard 2005，第443頁.
183. ↑  Hoogenboom 1995，第337頁; Barnard 2005，第444頁.
184. ↑  Hoogenboom 1995，第338頁.
185. 1 2  Hoogenboom 1995，第387頁.
186. ↑  Hoogenboom 1995，第388–389頁; Barnard 2005，第447–449頁; Rhodes 1919，第180–196頁.
187. 1 2  Hoogenboom 1995，第388–389頁; Barnard 2005，第447–449頁.
188. 1 2 3  Hoogenboom 1995，第390–391頁.
189. 1 2  Davison 1972，第184–185頁.
190. ↑  Trefousse 2002，第109頁; Davison 1972，第186–187頁.
191. ↑  Hoogenboom 1995，第341–343, 449–450頁.
192. ↑  Stuart 1977，第452–454頁.
193. ↑  Hoogenboom 1995，第343–344, 449頁.
194. ↑  Hoogenboom 1995，第338–340頁.
195. ↑  Hoogenboom 1995，第340–341頁.
196. ↑  Trefousse 2002，第123頁.
197. ↑  Hoogenboom 1995，第450–454頁; Sproat 1974，第173頁.
198. ↑  Trefousse 2002，第124頁.
199. ↑  Loftus 2020.
200. ↑  Hoogenboom 1995，第3頁; Davison 1972，第xv頁.
201. ↑  Davison 1972，第82頁; Barnard 2005，第480頁.
202. 1 2  Hoogenboom 1995，第384頁.
203. ↑  Hoogenboom 1995，第385–386頁; Barnard 2005，第480頁.
204. ↑  Hoogenboom 1995，第458頁.
205. 1 2 3  Davison 1972，第130–132頁.
206. ↑  Davison 1972，第132頁; Hoogenboom 1995，第454頁.
207. ↑  Barnard 2005，第268, 498頁.
208. 1 2 3  Davison 1972，第129頁.
209. ↑  Barnard 2005，第498–499頁.
210. ↑  伍淑明 2013，第131頁.
211. ↑  Hoogenboom 1995，第457頁.
212. ↑  Calhoun 2017，第549頁.
213. ↑  Hoogenboom 1995，第447–465頁.
214. ↑  Hoogenboom 1995，第466–467頁.
215. ↑  Hoogenboom 1995，第483頁.
216. ↑  Hoogenboom 1995，第524–525頁.
217. ↑  Hoogenboom 1995，第471–475頁; Thelen 1970，第156頁.
218. ↑  Thelen 1970，第154–156頁.
219. ↑  Hoogenboom 1995，第498–499頁.
220. ↑  Barnard 2005，第506頁.
221. ↑  Swint 1952，第48–49頁.
222. 1 2  Hoogenboom 1995，第518–523頁.
223. ↑  Hoogenboom 1995，第496–497頁; Thelen 1970，第151頁.
224. ↑  Barnard 2005，第513頁; Hoogenboom 1995，第539頁.
225. ↑  Hayes 1922，第354頁，v. 4; Swint 1952，第46–47頁.
226. 1 2  Hoogenboom 1995，第508–510頁.
227. ↑  Hoogenboom 1995，第509–520頁.
228. ↑  Hoogenboom 1995，第515–517頁; Foner 2002，第605–606頁.
229. 1 2  Barnard 2005，第522–523頁.
230. ↑  Hoogenboom 1995，第532–533頁.
231. ↑  National Park.
232. ↑  Smith 1980，第485–488頁.
233. ↑  Teeter 2009.
234. ↑  Gannett 1905，第153頁.
235. ↑  American Antiquarian Society.
236. ↑  Hayes Hall.